# Miami
|  | Per a altres significats, vegeu «Miami (desambiguació)». |

Miami és una ciutat dels Estats Units, seu del comtat de Miami-Dade, localitzada al sud-est de l'estat de Florida,  vora els marges del riu Miami. A la ciutat de Miami hi ha el govern comtal i és la major de les ciutats incorporades dins del comtat. Segons els cens del 2004, la seva població era de 382.894 habitants. Encara que la ciutat en si mateixa no és pas gran ni de molta extensió territorial és el nucli de l'àrea metropolitana més important de l'estat, té una població de més de 5,4 milions d'habitants. Algunes d'aquestes ciutats dins d'aquesta àrea són Miami Beach, Coral Gables, Hialeah, Aventura, la vila de Key Biscayne, etc.
El nom de Miami prové d'una paraula indígena la qual significa "aigua dolça". Vora la desembocadura del riu Miami s'establiren importants assentaments dels indis Tequesta. En unes excavacions recents s'han trobat nombrosos artefactes i restes de gran importància arqueològica però que encara no han estat estudiades amb deteniment.

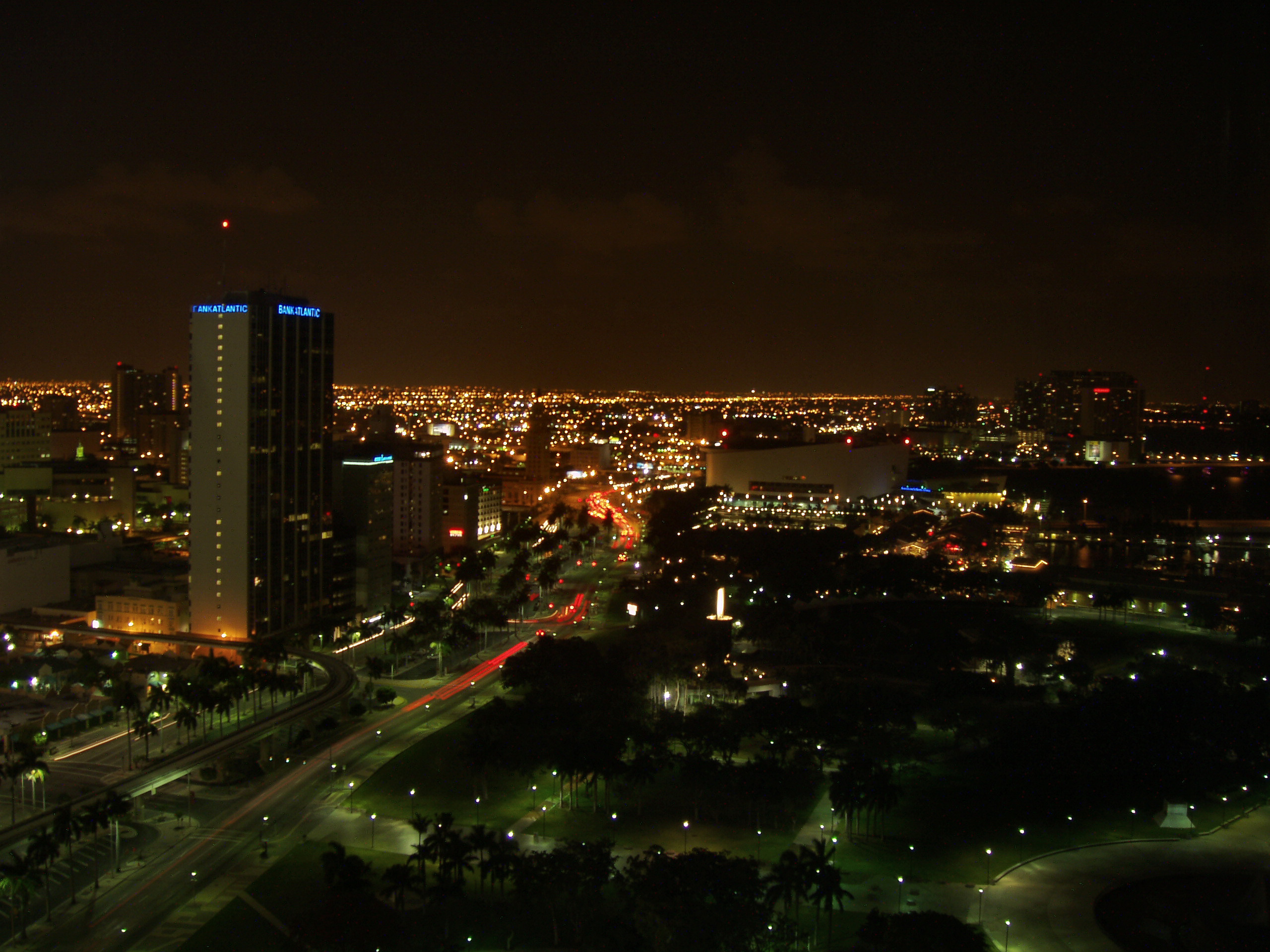
La ciutat de Miami a la nit

En els seus inicis, la ciutat de Miami va créixer lentament. Després de l'extensió del ferrocarril de Henry Flagler el seu creixement s'accelerà de forma una mica més notable. Durant la Segona Guerra Mundial, la ciutat fou un important centre d'entrenament i concentració de tropes. Però no fou fins al 1959, quan la Revolució cubana d'orientació marxista dirigida per Fidel Castro va provocar l'arribada d'exiliats des de Cuba, que impulsaren definitivament el creixement i importància de Miami. L'èxode de cubans no va consistir només en famílies acomodades o antics membres del règim del dictador Fulgencio Batista, sinó que va incloure una important i nombrosa part de la classe mitjana i professional de Cuba. Juntament amb aquells professionals també van establir-se a la ciutat les oficines de corporacions i entitats nord-americanes que anteriorment eren a Cuba.
La zona del Carrer 8, amb els seus petits comerços i negocis d'empresaris cubans, va començar a conèixer-se com la Petita Havana. Miami esdevingué parcialment bilingüe, i aquest fet va incentivar la immigració des de països centreamericans i de Sud-amèrica.
Miami és, avui dia, una ciutat oberta al comerç internacional, especialment amb l'Amèrica Llatina, de la qual es considera portal als Estats Units d'Amèrica.
El port de Miami és el més important dels Estats Units quant al servei de creuers turístics. L'aeroport de la ciutat és l'Aeroport Internacional de Miami (MIA), que amb quatre pistes d'aterratge, és un dels més grans del país.
El turisme, el comerç internacional, el sector bancari i financer, així com la indústria manufacturera són els generadors de treball i fonts d'ingressos més importants de la ciutat i de la resta de l'àrea metropolitana.

## Història

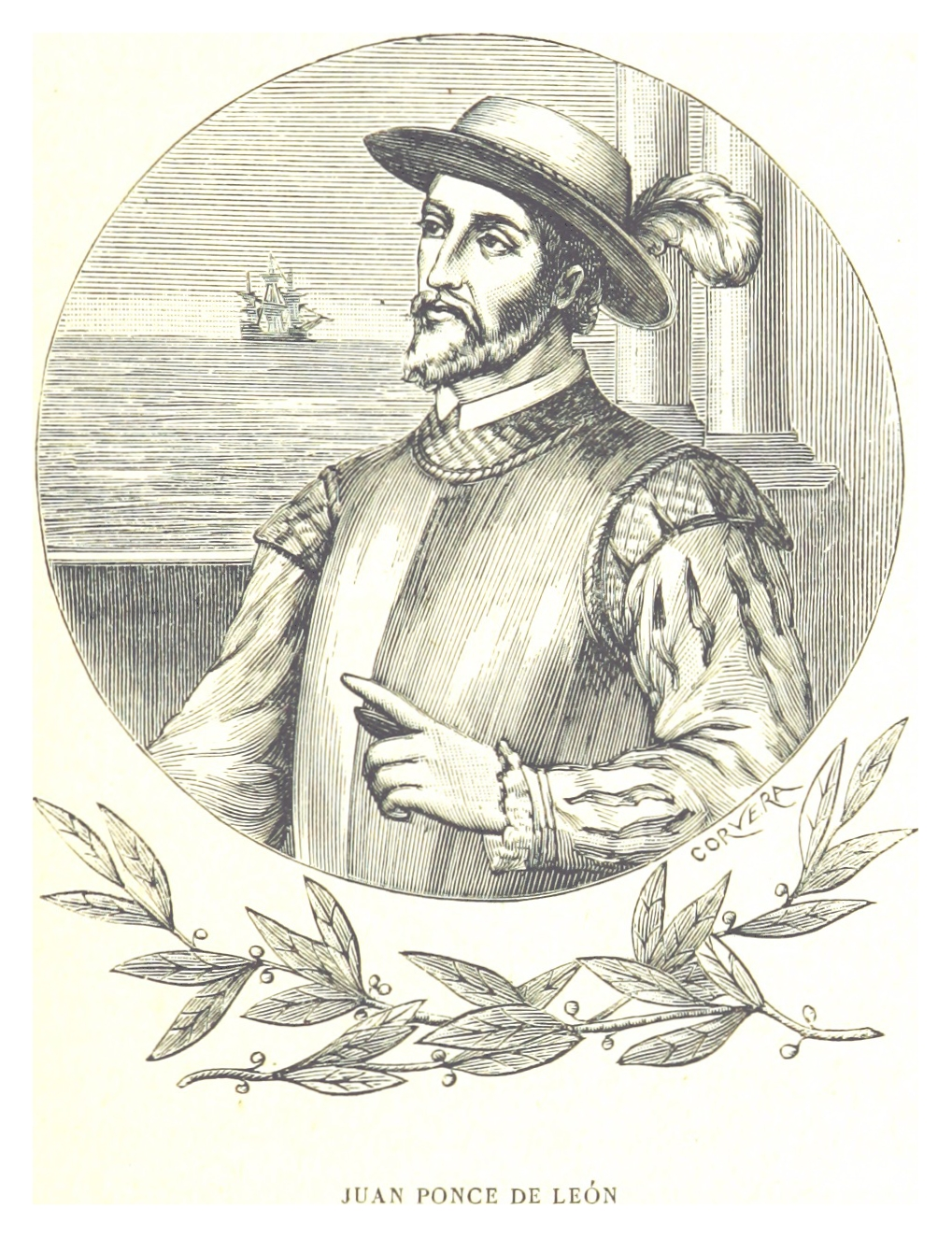
Juan Ponce de León (Santervás de Campos, Valladolid, Espanya) va ser un dels primers europeus a arribar a l'actual EUA i el descobridor de Florida, a la qual va donar el seu actual nom.

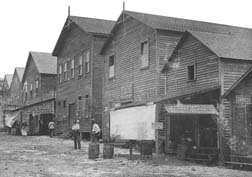
Miami Avenue el 1896.

Una nit a Downtown Miami skyline.

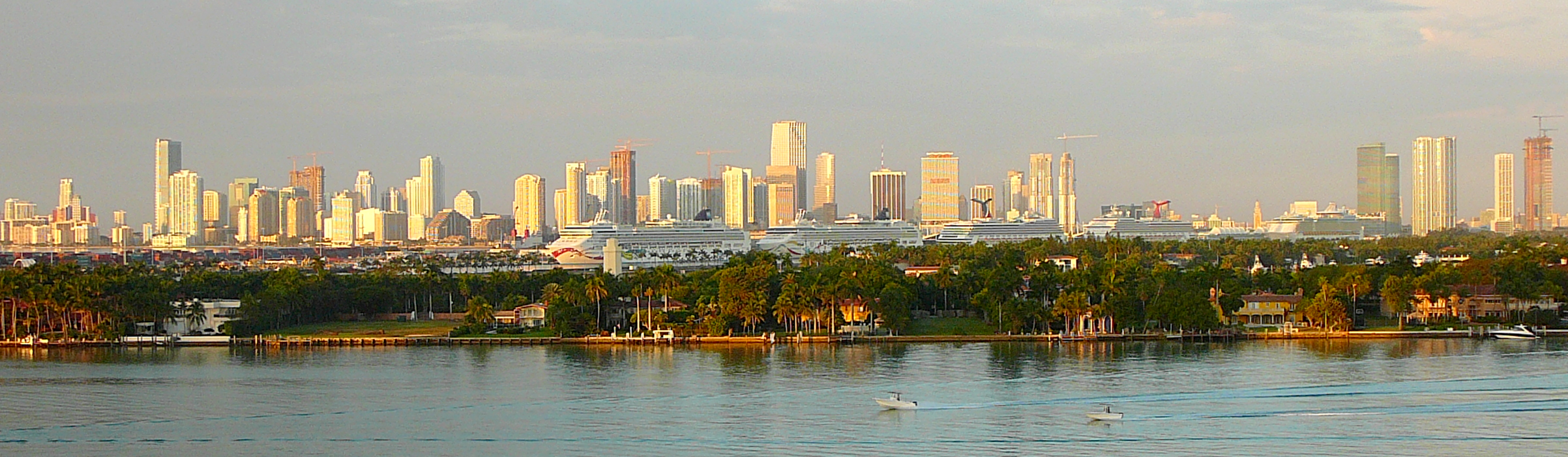
Gratacels al centre de la ciutat de Miami, vist des de l'est.

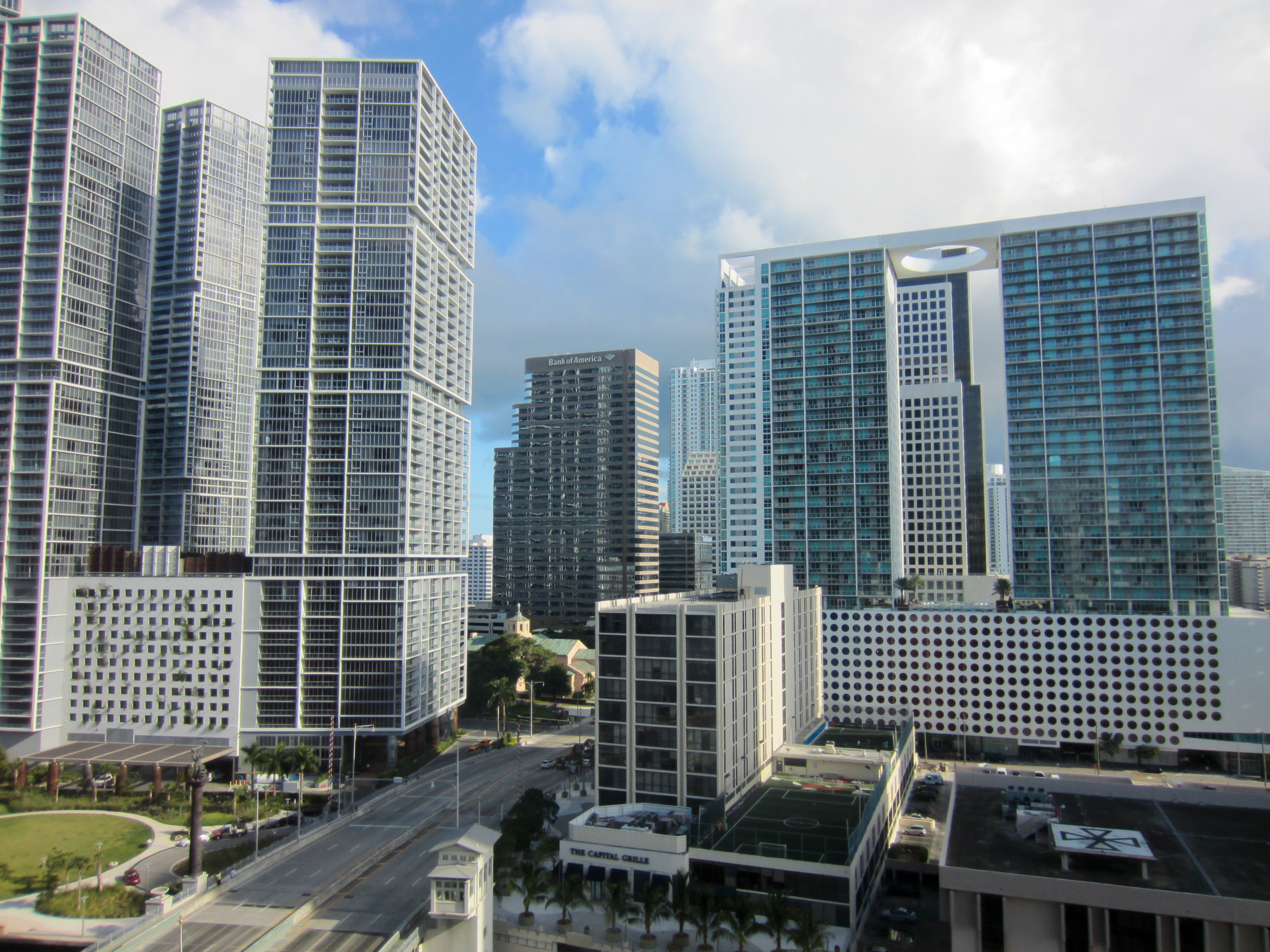
Centre de Miami.

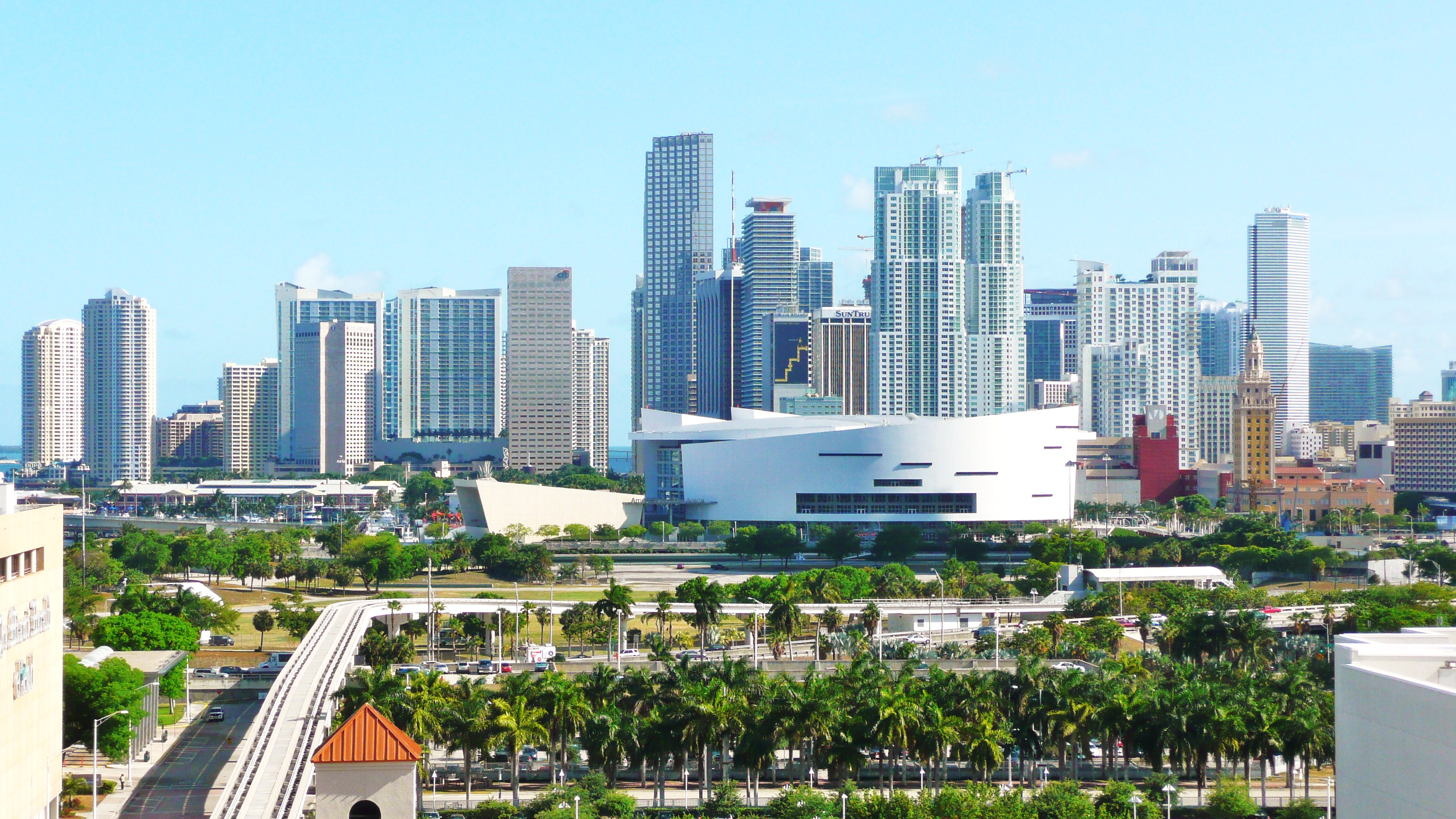
Centre de Downtown Miami.

Panorama de Biscayne Bay.

Abans de la seva fundació, l'àrea coneguda avui com a badia Biscaïna estava habitada per les ètnies indígenes tequesta, mayaimi i, ocasionalment, els calusa. Quan va arribar Juan Ponce de León a l'àrea que actualment correspon a Miami, a la recerca de la «font de la joventut», es va trobar amb una enlluernadora varietat d'indígenes. El 1567, amb Pedro Menéndez de Avilés, es consolida la presència espanyola a la regió; sobre un assentament dels tequesta, els espanyols van crear la missió de Tegesta obra del jesuïta Francisco Villareal, que se situava en la desembocadura del riu Miami. No obstant això, després de les successives guerres, el territori va ser abandonat pels espanyols. La Florida es va mantenir sota domini espanyol durant tres segles -excepte el parèntesi anglès de 1767 a 1787- fins a la seva cessió forçada als Estats Units, el 1821.
El 1891, una vídua acabalada anomenada Julia Tuttle es va mudar a la Florida i va comprar 640 acres de terra en la riba nord del riu Miami. Temps després, Tuttle va convèncer a l'acabalat constructor de ferrocarrils Henry Flagler perquè estengués la línia del ferrocarril fins a Miami, per construir un luxós hotel i per aixecar un nou poblat. El resultat va ser la fundació de la ciutat, el 1896. Com a conseqüència d'aquests esdeveniments, milers de persones van arribar a Florida. Ja en aquells dies, en els inicis de la ciutat, la població era diversa; persones de diferents cultures, de diferents parts del món, van arribar a la nova ciutat: el primer alcalde de Miami va ser un catòlic irlandès, alguns dels primers comerciants eren jueus i els afroamericans constituïen un terç dels nous membres de la ciutat.
El creixement urbà semblava imparable en els anys 1920, quan els preus immobiliaris en alguns casos es quadruplicaren en qüestió de cinc anys. L'especulació del sòl va ser frenada pel destructiu huracà de 1926 que, a més de matar a més de 200 persones va deixar almenys 25.000 persones sense habitatge i va causar danys per valor de diversos milions de dòlars; això va portar a Miami a una profunda depressió econòmica tres anys abans que la resta del país. No obstant això, no va romandre malament per molt temps i va aconseguir sortir de la depressió de 1929 abans que la resta de la nació, en part gràcies a la indústria de l'aviació. Durant la depressió, la Pan American Airways va iniciar l'era moderna de l'aviació amb els Flying Clippers de Miami Dinner Key. Ja llavors, la Pan American Airways feia publicitat de Miami com Gateway to the Americas (La porta de les Amèriques). Avui, la terminal de Pan American Airways és el lloc on es troba l'Ajuntament.
Durant la Segona Guerra Mundial, la ciutat va ser un important centre d'entrenament i concentració de tropes, especialment a Miami Beach. Molts homes i dones que es van entrenar durant la guerra van tornar al sud de Florida generant un nou període de gran creixement.
Quan la Revolució Cubana va prendre el poder el 1959, la història de Miami va tenir un gir inesperat: en només una dècada, més de 400.000 cubans van arribar a Miami. El primer èxode de cubans va ser en la seva majoria de famílies de classe mitjana i alta durant la presidència de Fulgencio Batista que era recolzada pels Estats Units i que després de la Revolució Cubana van perdre tots els seus privilegis, això va ocasionar el descontentament d'alguns habitants de Miami, especialment de la comunitat afroamericana, que va reclamar que els cubans estaven ocupant llocs de treball que eren d'afroamericans. A més a més el sistema educatiu va haver de fer un esforç desmesurat per educar a milers de nens hispanoparlants. Els centenars de milers de cubans nouvinguts es van establir per tot el comtat però especialment a la zona de Riverside, que després va passar a anomenar-se Petita Havana, una zona en la qual hispanoparlants de tota la ciutat podien dirigir els seus negocis i la seva vida quotidiana parlant només espanyol.
El 1980 va ser un any intens per a la ciutat a causa dels disturbis coneguts com a Liberty City Riots, que es van produir a causa d'un fet d'abús de l'autoritat per part d'oficials de la policia cap a un afroamericà anomenat Arthur McDuffie. Aquest any es va produir la segona onada d'immigrants, l'Èxode del Mariel, en el qual 150.000 cubans van arribar a Miami; aquest grup es diferenciava de la primera onada d'immigrants per ser (en la seva majoria) pobres, de baix nivell cultural i s'estima que 25.000 tenien antecedents criminals a Cuba. També el 1980 la ciutat va presenciar un increment d'immigrants haitians, que es van instal·lar en una zona que després es va conèixer com a Petit Haití. Tot aquest flux migratori que va ingressar a Miami va incrementar la violència i el crim portant la taxa d'homicidis a nivells històrics en la dècada dels 80. Aquest període de violència és conegut com la guerra de la cocaïna (The Cocaine War), en la qual bandes de colombians s'enfrontaven a bandes de cubans (anomenats per aquell temps com els Cocaine Cowboys) que treballaven per a narcotraficants d'alt calibre.
Mentrestant, conflictes polítics a Centreamèrica i Sud-amèrica van generar ones de migració de molts altres països. En el citat cens de l'any 2000, un 65,8% dels habitants de la ciutat van ser classificats com a «hispans», arribant a aconseguir un 90,8% en àrees com la Petita Havana. A principis del segle xxi el panorama va començar a canviar favorablement per a Miami. Avui dia és una ciutat oberta al comerç internacional, especialment amb l'Amèrica Llatina.

## Geografia

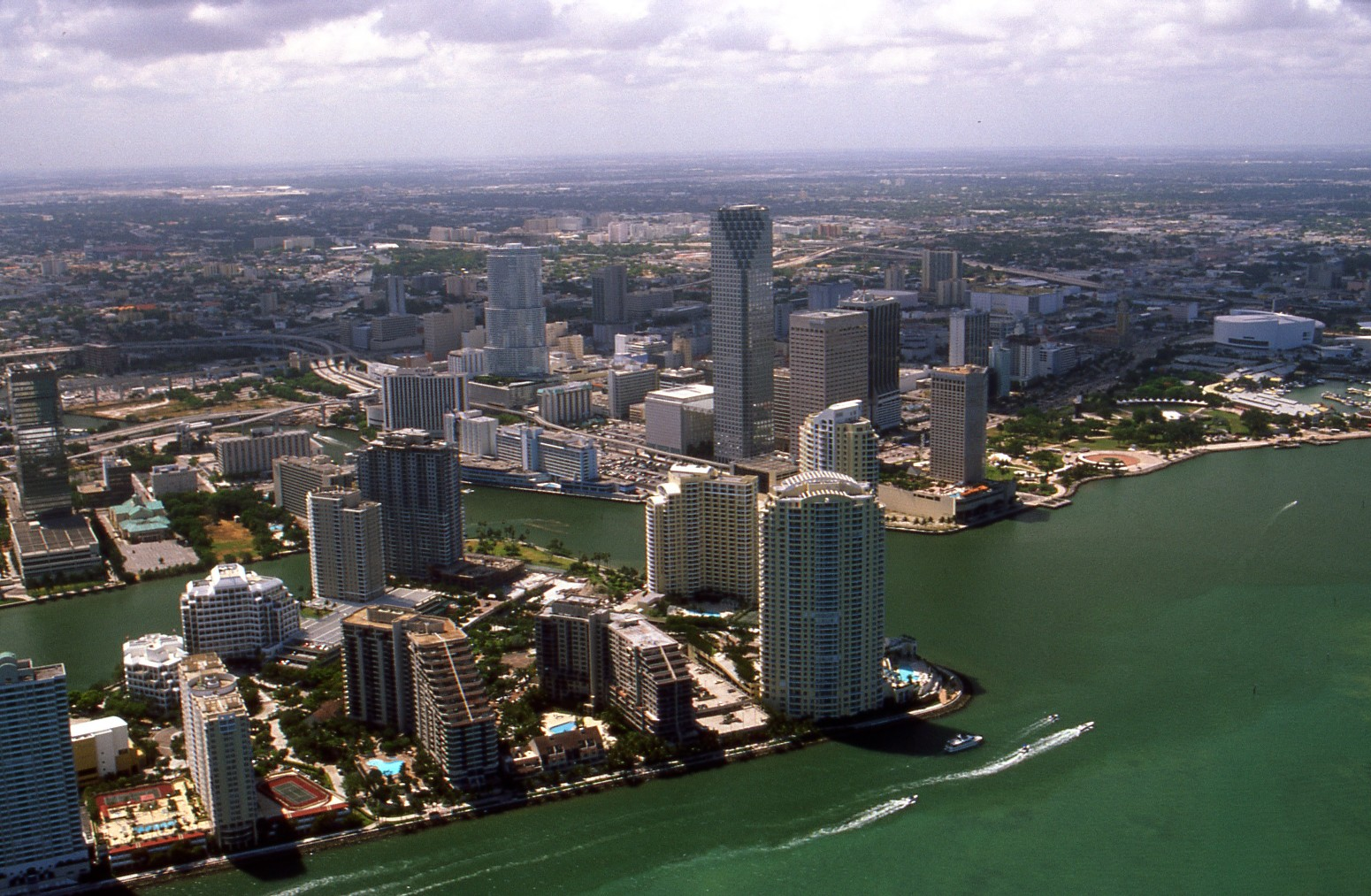
Vista aèria de la ciutat de Miami.

En termes de superfície, Miami és una de les grans ciutats més petites dels Estats Units. D'acord amb l'Oficina del Cens del país, la ciutat abasta una superfície total de 143,15 km². D'aquesta àrea, 92,68 km² són terra i uns 50,73 km² són aigua. Això significa que Miami allotja més de 400.000 persones en 91 km², per la qual cosa és una de les ciutats més densament poblades del país, juntament amb la ciutat de Nova York, San Francisco, i Chicago, entre d'altres. La ciutat pròpiament dita és llar de menys d'1 de cada 13 residents del sud de Florida. A més, el 52% de la població del comtat de Miami-Dade no viu a cap ciutat incorporada. Miami és l'única ciutat dels Estats Units vorejada per dos parcs nacionals, el Parc Nacional dels Everglades a l'oest i el Parc Nacional Biscayne a l'est.
Miami i els seus suburbis es troben en una àmplia plana entre els Everglades i la badia Biscaïna, que també s'estén des de la badia de Florida al nord del llac Okeechobee. L'elevació de la zona mai ascendeix per sobre de 12 m, i les mitjanes se situen al voltant de 2 msnm en la majoria dels barris, especialment prop de la costa. Les majors ondulacions es troben al llarg de la costa de Miami Rock Ridge, el substrat del qual és la base de la major part de la regió oriental de la regió metropolitana de Miami. La part principal de la ciutat es troba a les ribes de la badia Biscaïna, que conté diversos centenars de barreres d'illes creades artificialment i naturalment, la major de les quals està a Miami Beach i South Beach. El corrent del Golf, un corrent marí càlida, discorre cap al nord a només 24,1 km enfront de la costa, permetent que el clima de la ciutat romangui suau i càlid durant tot l'any.

### Geologia

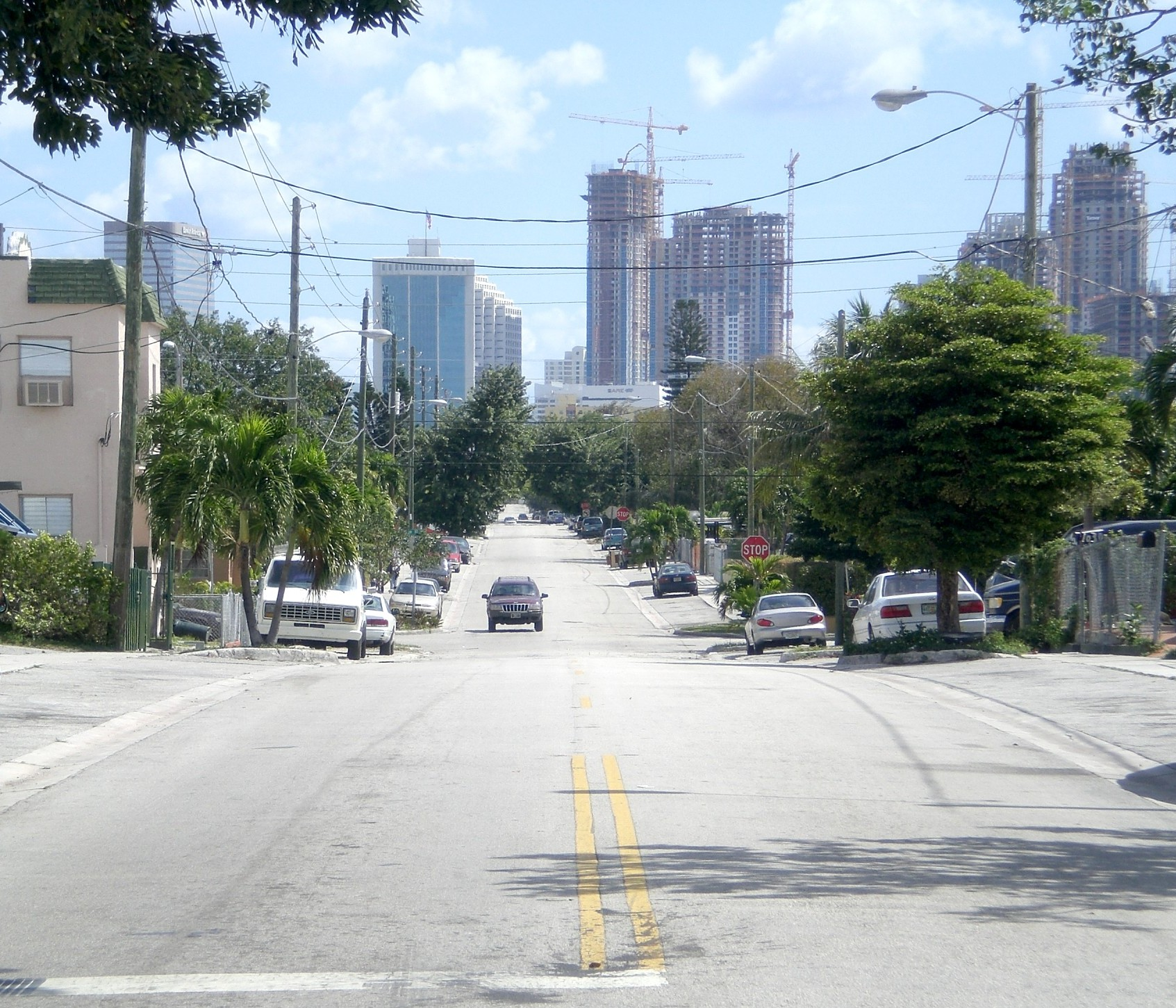
Imatge d'un dels punts més alts de Miami, a l'oest del centre. El punt més alt és Coconut Grove, a 6,1 metres sobre el nivell del mar.

Els fonaments de la superfície de l'àrea de Miami es diuen oolito Miami o pedra calcària de Miami. Aquesta base està coberta per una prima capa de terra, de no més de 15 m de gruix. La pedra calcària de Miami es va formar com a resultat dels dràstics canvis en el nivell del mar associats amb les recents glaciacions o edats de gel. A partir de fa uns 130.000 anys, aproximadament, la interglacial Riss-Würm va augmentar el nivell del mar fins a aconseguir uns 7,5 metres per sobre del nivell actual. Tot el sud de Florida estava cobert per un mar poc profund. Diverses línies paral·leles d'esculls es van formar al llarg de la vora de l'altiplà de la Florida submergida, que s'estén des de l'àrea de Miami al que ara és el Parc nacional Tortugues Seques. L'àrea darrere d'aquesta línia d'esculls va ser, en efecte, una gran llacuna, i el Miami de pedra calcària va formar l'àrea total a partir dels dipòsits d'oolites i els dipòsits de briozoos. Fa uns 100.000 anys, la glaciació Wisconsin va començar a provocar un descens en el nivell del mar, assecant el sòl de la llacuna. Fa 15.000 anys, per la seva banda, el nivell del mar havia descendit de 90 a 110 m per sota del nivell contemporani; no obstant això, va augmentar ràpidament després d'això, estabilitzant-se en el nivell actual, 4.000 anys enrere, deixant la part continental del sud de Florida just per sobre del nivell del mar.
Sota la plana es troba l'Aqüífer Biscaí, una font natural subterrània d'aigua dolça que s'estén des del sud del comtat de Palm Beach a la badia de Florida, amb el seu punt més alt entorn de les ciutats de Miami Springs i Hialeah. La majoria de l'àrea metropolitana del sud de Florida obté la seva aigua potable d'aquest aqüífer. Com a resultat de l'aqüífer, no és possible excavar a més de 4,57 m per sota de la ciutat, sense copejar l'aigua, la qual cosa impedeix la construcció subterrània. Per aquesta raó no hi ha sistema de metro subterrani a Miami.
La major part del marge occidental de la ciutat s'estén cap als Everglades, una zona pantanosa subtropical situada a la part sud de l'estat de Florida. Això causa problemes ocasionals amb la fauna local, com caimans aventurant-se a les comunitats de Miami i a les principals carreteres.

## Clima
Miami té un clima tropical monsònic. En la classificació climàtica de Köppen és Am, amb un clima d'estius calorosos i humits i d'hiverns temperats i secs. La ciutat experimenta fronts freds a partir de novembre fins a març, que ocasionen temperatures de fresques a fredes que no solen mantenir-se per més de 3 o 4 dies; en general la temperatura mínima no descendeix per sota dels 3 °C. En el transcurs de l'hivern sol haver-hi uns quants dies amb temperatures mínimes gelades (menys de 0 °C).
La major part de les precipitacions ocorren a l'estiu i generalment hi ha una estació seca a l'hivern. L'estació humida preval de maig a setembre i en la seca ocorren temperatures suaus i en ella té lloc les febles precipitacions hivernals. La temporada d'huracans sol coincidir amb l'estació humida.
.

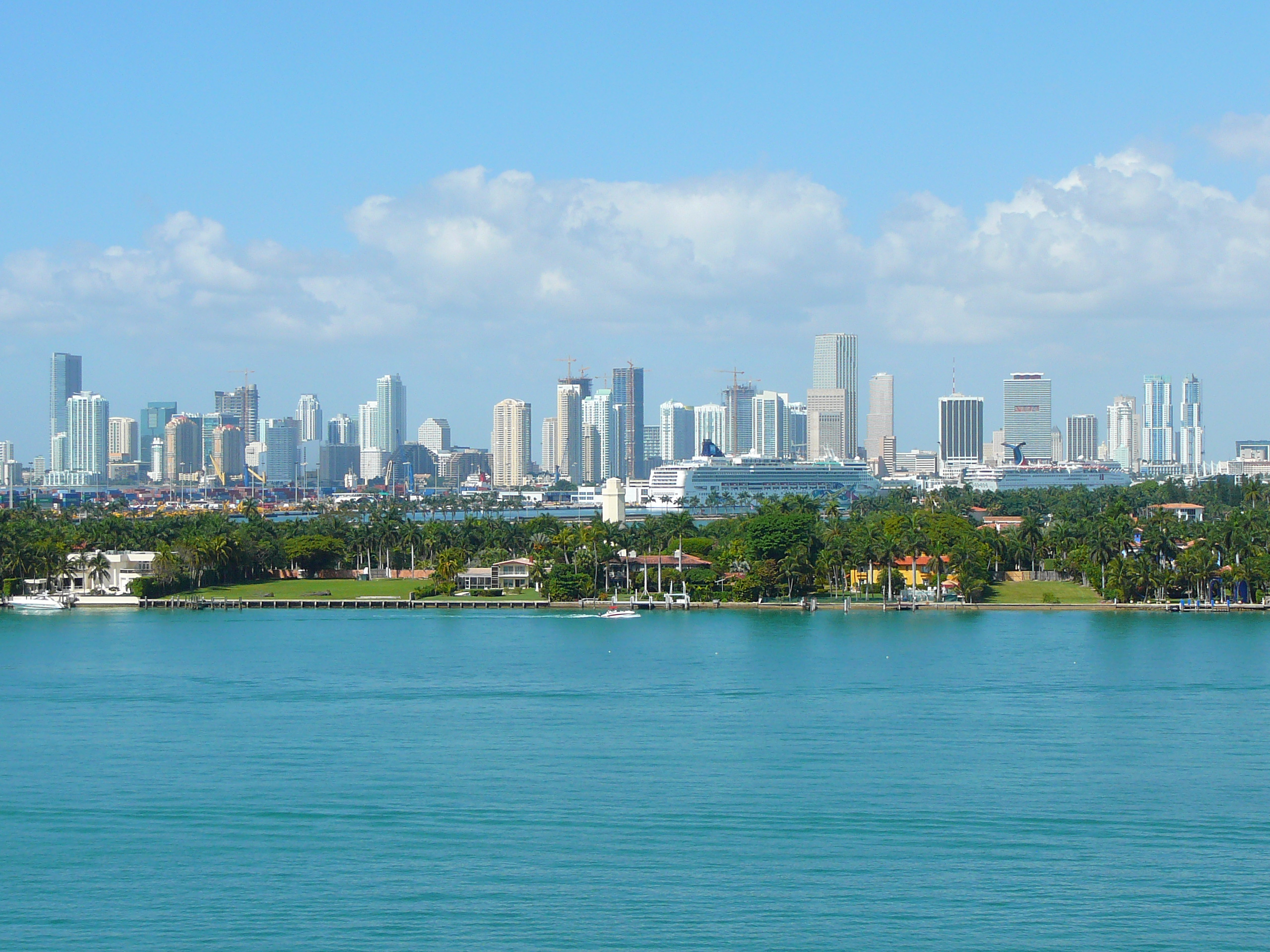
Miami gaudeix d'un clima molt suau i d'unes 3.000 hores de sol a l'any

A més de la seva elevació sobre el nivell del mar, la seva localització costanera i posició sobre el tròpic de Càncer fa que el clima sigui molt moderat i fresc al llarg de tot l'any. Un dia típic d'estiu no comprèn temperatures per sota de 19 °C ni sobre de 29 °C. Les suaus temperatures són acompanyades per nivells d'humitat regulars, sent, sovint, freqüents les tempestes a la tarda o les brises del mar que proporciona l'oceà Atlàntic, que refresquen les temperatures encara que amb una sensació de certa xafogor. Durant l'hivern, la humitat és sensiblement més baixa, les temperatures mínimes mitjanes durant aquest temps són suaus, d'uns 15 °C, sent molt difícil que se situïn per sota dels 10 °C, i les màximes solen ser temperades, de 23 a 26 °C.

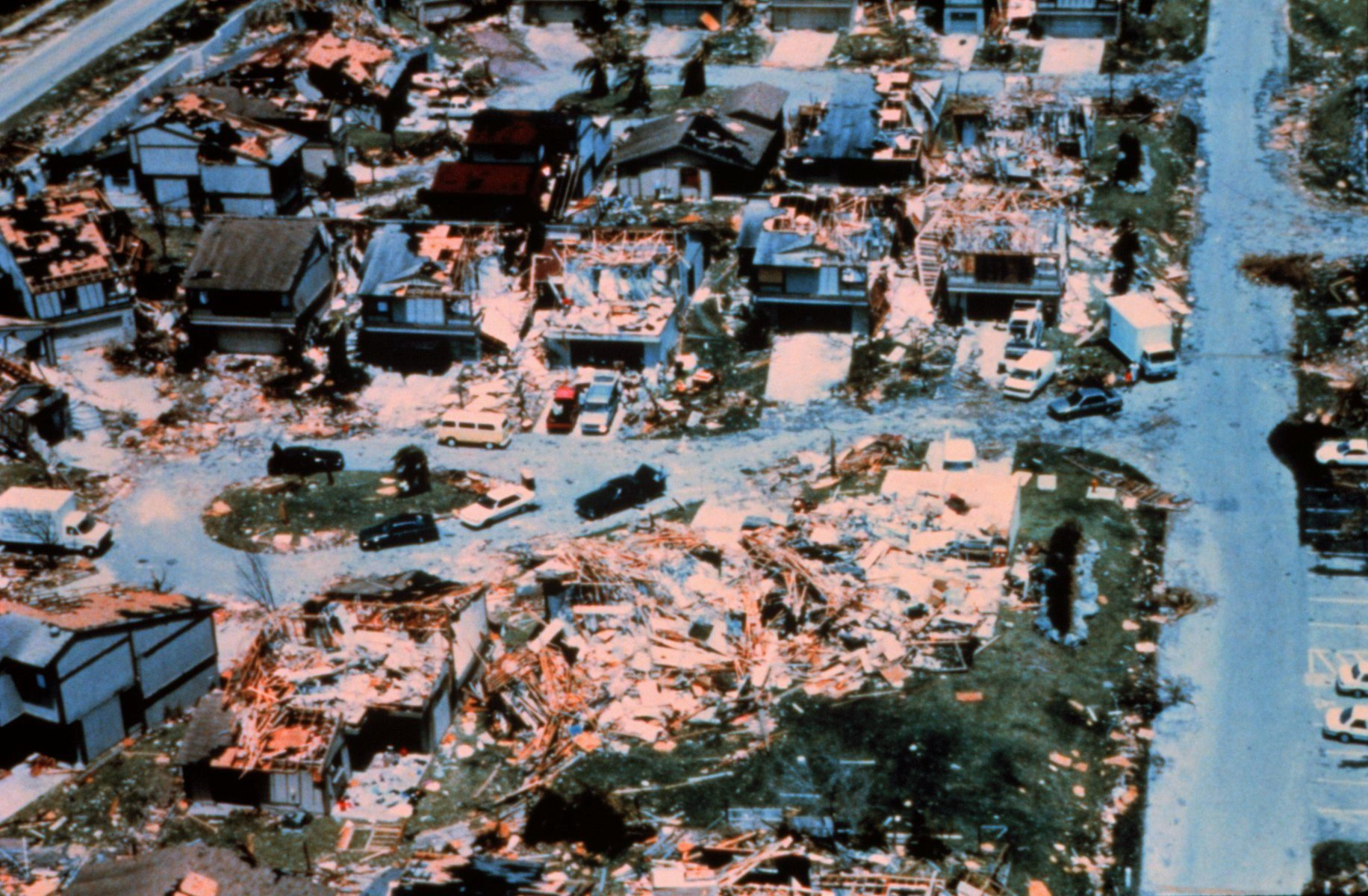
Destrosses causades per l'Huracà Andrew de 1992.

A Miami la temperatura més alta registrada ha estat de 38 °C (100 °F).
Per la seva banda, la temperatura més baixa registrada va ser de −2 °C (27 °F), i en tan sols una ocasió s'ha produït precipitació nival, una nevisca (nevada lleugera) el 20 de gener de 1977 en la qual la neu no va quallar (no va haver-hi acumulació). Malgrat aquestes dades, els registres climatològics de Miami i la seva àrea perifèrica han sofert moltes interrupcions des de 1839 fins a 1900. El lloc on es realitzen els mesuraments de temperatures i precipitacions es troba localitzat al centre de la ciutat des de desembre de 1900. Una oficina del Servei Meteorològic Nacional va ser oberta a Miami al juny de 1911.
Miami rep abundants nivells de precipitació. La major part d'aquesta precipitació es desenvolupa a partir de mitjans de maig fins a principis d'octubre. Exactament registra 1.488 mil·límetres de pluges, mentre que prop de Fort Lauderdale i Miami Beach es recullen 1.621 mm i 1.227 mm respectivament, que mostra l'alta variabilitat local quant a diversificació de les precipitacions. Així mateix, Miami és una de les ciutats més assolellades del país, gaudint de 3.000 hores de sol, aproximadament, a l'any.
A causa de també a la seva localització entre dues masses aquàtiques conegudes per la seva important activitat tropical, Miami és una de les ciutats que, per estadística, més riscos corre de ser devastada per un huracà al costat de Nassau i l'Havana. Malgrat això, la ciutat no ha sofert directament aquest fenomen des de l'huracà Cleo el 1964. No obstant això, molts altres huracans han afectat la ciutat, inclòs el Betsy el 1965, l'Andrew el 1992, l'Irene el 1999 i els huracans Katrina i Wilma el 2005. L'estació dels huracans comença oficialment a partir de l'1 de juny fins al 30 de novembre, encara que aquests poden presentar-se sense necessitat de respectar aquestes dates. L'època més probable i de major risc d'huracans per a Miami és l'estació de l'huracà Cap Verd, de mitjan agost a final de setembre.
| Temperatures i precipitacions mitjanes de Miami | Temperatures i precipitacions mitjanes de Miami | Temperatures i precipitacions mitjanes de Miami | Temperatures i precipitacions mitjanes de Miami | Temperatures i precipitacions mitjanes de Miami | Temperatures i precipitacions mitjanes de Miami | Temperatures i precipitacions mitjanes de Miami | Temperatures i precipitacions mitjanes de Miami | Temperatures i precipitacions mitjanes de Miami | Temperatures i precipitacions mitjanes de Miami | Temperatures i precipitacions mitjanes de Miami | Temperatures i precipitacions mitjanes de Miami | Temperatures i precipitacions mitjanes de Miami | Temperatures i precipitacions mitjanes de Miami |
| Mes                                             | Gen                                             | Feb                                             | Mar                                             | Abr                                             | Mai                                             | Jun                                             | Jul                                             | Ago                                             | Set                                             | Oct                                             | Nov                                             | Des                                             | Any                                             |
| ----------------------------------------------- | ----------------------------------------------- | ----------------------------------------------- | ----------------------------------------------- | ----------------------------------------------- | ----------------------------------------------- | ----------------------------------------------- | ----------------------------------------------- | ----------------------------------------------- | ----------------------------------------------- | ----------------------------------------------- | ----------------------------------------------- | ----------------------------------------------- | ----------------------------------------------- |
| Mitjana més altes °F (°C)                       | 76 (24)                                         | 78 (26)                                         | 81 (27)                                         | 84 (29)                                         | 87 (31)                                         | 90 (32)                                         | 91 (33)                                         | 91 (33)                                         | 89 (32)                                         | 85 (29)                                         | 81 (27)                                         | 78 (26)                                         | 84 (29)                                         |
| Mitjana més baixes °F (°C)                      | 60 (16)                                         | 61 (16)                                         | 64 (18)                                         | 68 (20)                                         | 72 (22)                                         | 75 (24)                                         | 77 (25)                                         | 76 (24)                                         | 76 (24)                                         | 72 (22)                                         | 68 (20)                                         | 62 (17)                                         | 69 (21)                                         |
| Precipitació inches (mm)                        | 1.88 (47.8)                                     | 2.07 (52.6)                                     | 2.56 (65)                                       | 3.36 (85.3)                                     | 5.52 (140.2)                                    | 8.54 (216.9)                                    | 5.79 (147.1)                                    | 8.63 (219.2)                                    | 8.38 (212.9)                                    | 6.19 (157.2)                                    | 3.43 (87.1)                                     | 2.18 (55.4)                                     | 58,53 (1.486,7)                                 |
| Font: The Weather Channel                       |                                                 |                                                 |                                                 |                                                 |                                                 |                                                 |                                                 |                                                 |                                                 |                                                 |                                                 |                                                 |                                                 |

## Demografia
| Població de Miami |         |                    |
| Any               | Ciutat  | Àrea metropolitana |
| 1900              | 1.681   | -                  |
| 1910              | 5.471   | -                  |
| 1920              | 29.549  | 66.542             |
| 1930              | 110.637 | 214.830            |
| 1940              | 172.172 | 387.522            |
| 1950              | 249.276 | 693.705            |
| 1960              | 291.688 | 1.497.099          |
| 1970              | 334.859 | 2.236.645          |
| 1980              | 346.865 | 3.220.844          |
| 1990              | 358.548 | 4.056.100          |
| 2000              | 362.470 | 5.007.564          |
| 2010              | 399.457 | 5.564.635          |

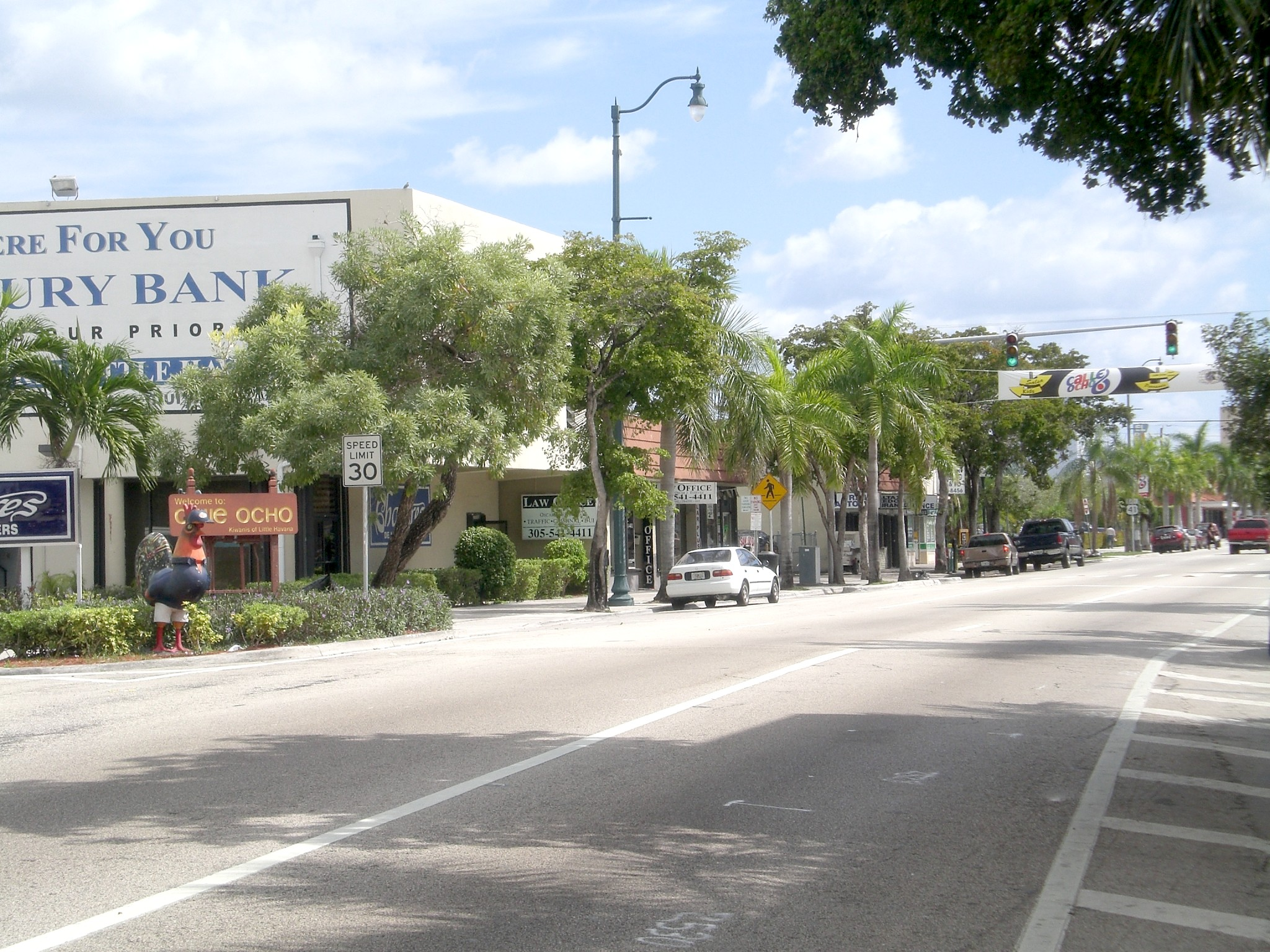
La Petita Havana, barri de la comunitat cubana.

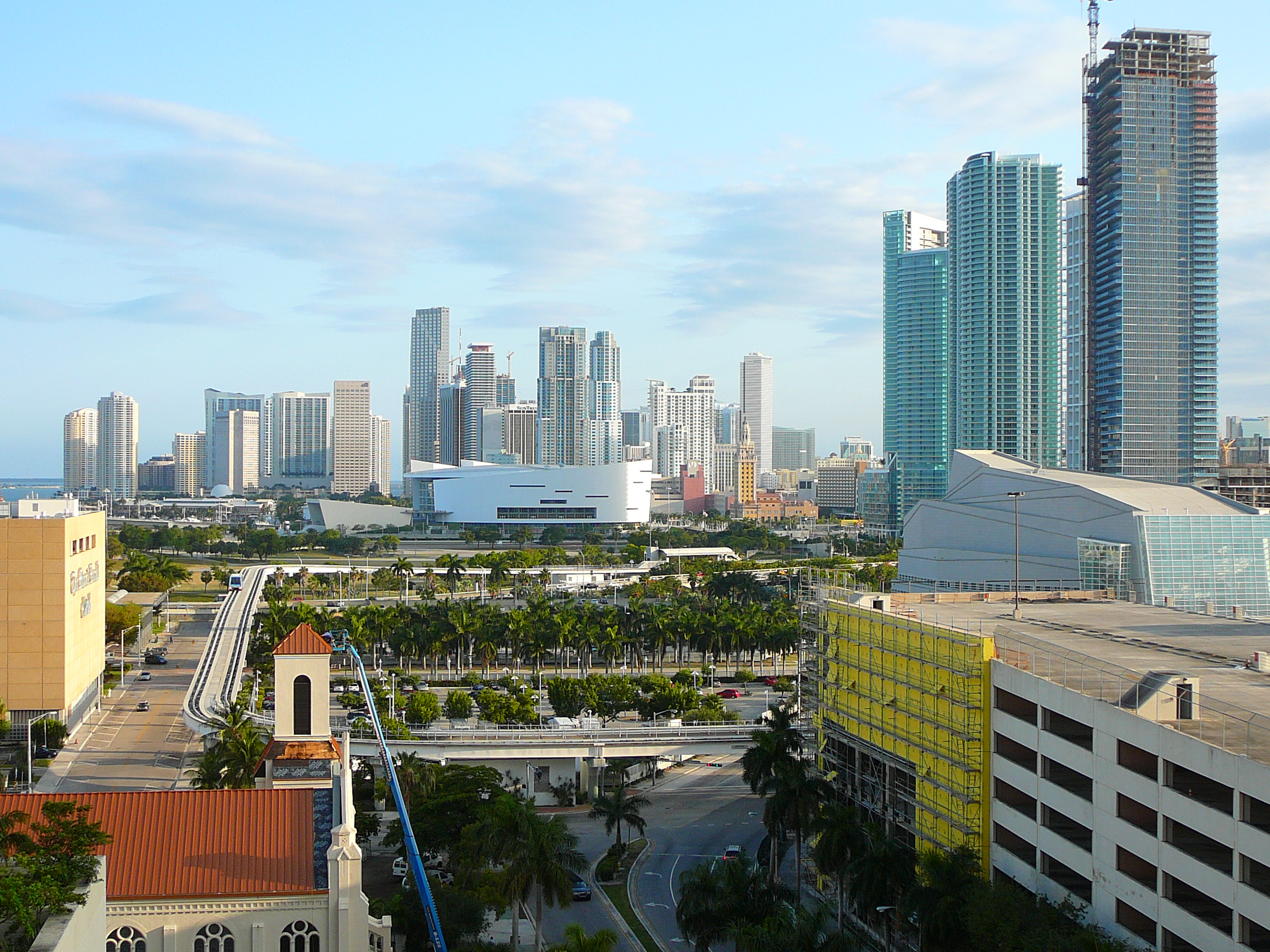
Centre de la ciutat: Miami té la major àrea metropolitana del sud del país.

Miami és la 42a ciutat més poblada dels Estats Units. L'àrea metropolitana de Miami, que inclou els comtats de Miami-Dade, Broward i Palm Beach, té una població de més de 5,4 milions d'habitants, sent la quarta més gran del país (darrere de Chicago) i la major del sud-est dels Estats Units. El 2008 les Nacions Unides van estimar que l'aglomeració urbana de la ciutat era la sisena més important del país i la 44a del món. Com a nova megalòpolis en formació, amb 12.795.076 habitants (el 2008), Miami és la quarta regió urbana dels Estats Units, darrere de Los Angeles, Nova York i Chicago. També coneguda com a conurbació de Florida, abasta les seves tres majors àrees metropolitanes: Miami, Tampa i Orlando (Florida), ocupant el lloc 28è lloc mundial per població. En el Cens dels Estats Units de l'any 2000 la ciutat va registrar 362.470 habitants, 134.198 llars i 83.336 famílies que residien a Miami. La densitat de població era de 3.923,5 habitants/km² i hi havia 148.388 unitats d'habitatge en una densitat mitjana de 1.606,2 per km².
Segons el Cens dels Estats Units de l'any 2010 hi havia 399.457 persones residint a Miami. La densitat de població era de 2.750,98 hab./km². Dels 399.457 habitants, Miami estava compost pel 72.58% blancs, el 19.25% eren afroamericans, el 0.3% eren amerindis, el 0.99% eren asiàtics, el 0.02% eren illencs del Pacífic, el 4.18% eren d'altres races i el 2.69% pertanyien a dues o més races. Del total de la població el 69.96% eren hispans o llatins de qualsevol raça.
Quant a les nacionalitats, el cens de l'any 2000 va ratificar que la majoria ètnica era la cubana, amb el 34,1% de la població. La resta ho conformaven nicaragüencs, amb el 5,6%; haitians, un 5,5%; hondurenys, un 3,3%; dominicans, amb un 1,7%; i colombians, amb un 1,6% de la població. Aquests resultats van confirmar a Miami com la primera ciutat del món en termes de residents nascuts fora del país (59% de la població), seguida de Toronto (50%), en un estudi del Programa per al Desenvolupament de les Nacions Unides, UNDP (United Nations Development Program).
Hi havia 134.198 llars, de les quals el 26,3% tenien fills menors de 18 anys que vivien amb ells; el 36,6% eren parelles casades que viuen juntes; el 18,7% tenia una dona cap de família sense marit present; i el 37,9% eren no-famílies. Un 30,4% de totes les llars es componien de famílies i en el 12,5% hi havia persones vivint soles de 65 anys o més. La grandària mitjana de la llar és de 2,61 individus, i la mitjana de grandària de la família era 3,25. La distribució per edat va ser d'un 21,7% menors de 18 anys; el 8,8% de 18 a 24; un 30,3% de 25 a 44; el 22,1% de 45 a 64; i el 17,0% van ser de 65 anys o més. La mitjana d'edat va ser de 38 anys. Per cada 100 dones existien 98,9 homes. Per cada 100 dones majors de 18 anys, hi havia 97,3 homes.
Els ingressos mitjans per llar a Miami eren 23.483 $ anuals, i per família, 27.225 $. Els homes tenien un ingrés mitjà de 24.090 $ enfront dels 20.115 $ de les dones. La renda per capita a la ciutat era de 15.128 $. Al voltant del 23,5% de les famílies i el 28,5% de la població es trobava sota el llindar de la pobresa, incloent un 38,2% dels quals era menor d'edat i el 29,3% eren persones majors de 65 anys.
L'explosiu creixement de la població en els últims anys s'ha produït per migracions internes d'altres parts del país així com per la immigració. La ciutat és considerada més que un mosaic multicultural, un gresol de cultures, amb els residents mantenint gran part o alguns dels seus trets culturals. La cultura general de Miami està molt influïda per la seva gran població de persones d'origen llatinoamericà i del Carib, de les cultures d'illes com Jamaica, Trinidad i Tobago, les Bahames i Cuba. Molts d'ells parlen espanyol o crioll haitià.
Avui dia, l'àrea de Miami té una considerable comunitat de ciutadans: població indocumentada, residents permanents, argentins, brasilers, canadencs, xilens, xinesos, colombians, cubans, dominicans, equatorians, francesos, alemanys, grecs, guatemalencs, haitians, hondurenys, jamaicans, indis, italians, mexicans, nicaragüencs, peruans, russos, salvadorencs, turcs, sud-africans, uruguaians i veneçolans, així com una considerable comunitat porto-riquenya al llarg de l'àrea metropolitana. Mentre els immigrants més comuns són hispans i del Carib, l'àrea de Miami acull també importants comunitats d'espanyols, francesos, canadencs francòfons, alemanys, italians i russos. Les comunitats d'immigrants han crescut en llocs prominents de Miami i els seus suburbis, creant barris ètnics tals com Little Haiti, Little Havana, Little Bogotà, Little Caracas, Little Managua, Little Buenos Aires, Little Moscow o Little San Juan, el més famós dels quals és la Petita Havana.

### Llengües
A Miami es parla una àmplia varietat de llengües. Precisament, Miami té la tercera major població hispanoparlant de l'hemisferi occidental fora d'Amèrica Llatina només darrere de San José, Califòrnia, i en primer lloc Nova York. És una de les ciutats amb un alt percentatge de població hispanoparlant. Al maig de 1993, el Consell de Dade County (regió de Miami) fins i tot va decidir autoritzar l'espanyol com a llengua oficial a l'administració.
A partir de 2008, els parlants d'espanyol com el seu primer idioma van representar el 69.4% dels habitants, mentre que l'anglès és parlat pel 25,45%; el crioll haitià pel 5,20%; i el francès compost pel 0,76% de la població. Altres llengües que es parlen en tota la ciutat inclouen el portuguès, amb el 0,41%; l'alemany, un 0,18%; l'italià, el 0,16%, l'àrab, amb un 0,15%; el xinès, un 0,11%; i el grec amb el 0,08% de la població. Miami també té un dels majors percentatges de la població nord-americana els residents de la qual parlen un altre idioma a casa que no sigui l'anglès (74,54%).

### Religió
A Miami, en l'actualitat hi ha 500 esglésies diferents de més de 32 confessions diferents. Entre les confessions més importants estan la Baptista, amb 79 esglésies que representen a la majoria de la població, i l'Església Catòlica.

### Barris
La ciutat de Miami està dividida en tretze barris diferents que contenen trets característics propis i llocs històrics. El cor de la ciutat és Downtown Miami i geogràficament està en el costat oest de la ciutat. Aquesta zona inclou Brickell, Virginia Key, l'Illa Watson i el Port de Miami. Downtown està en el districte central econòmic de South Florida, i en ell estan localitzats molts bancs principals, seus financeres, atraccions culturals i turístiques, i torres residencials.

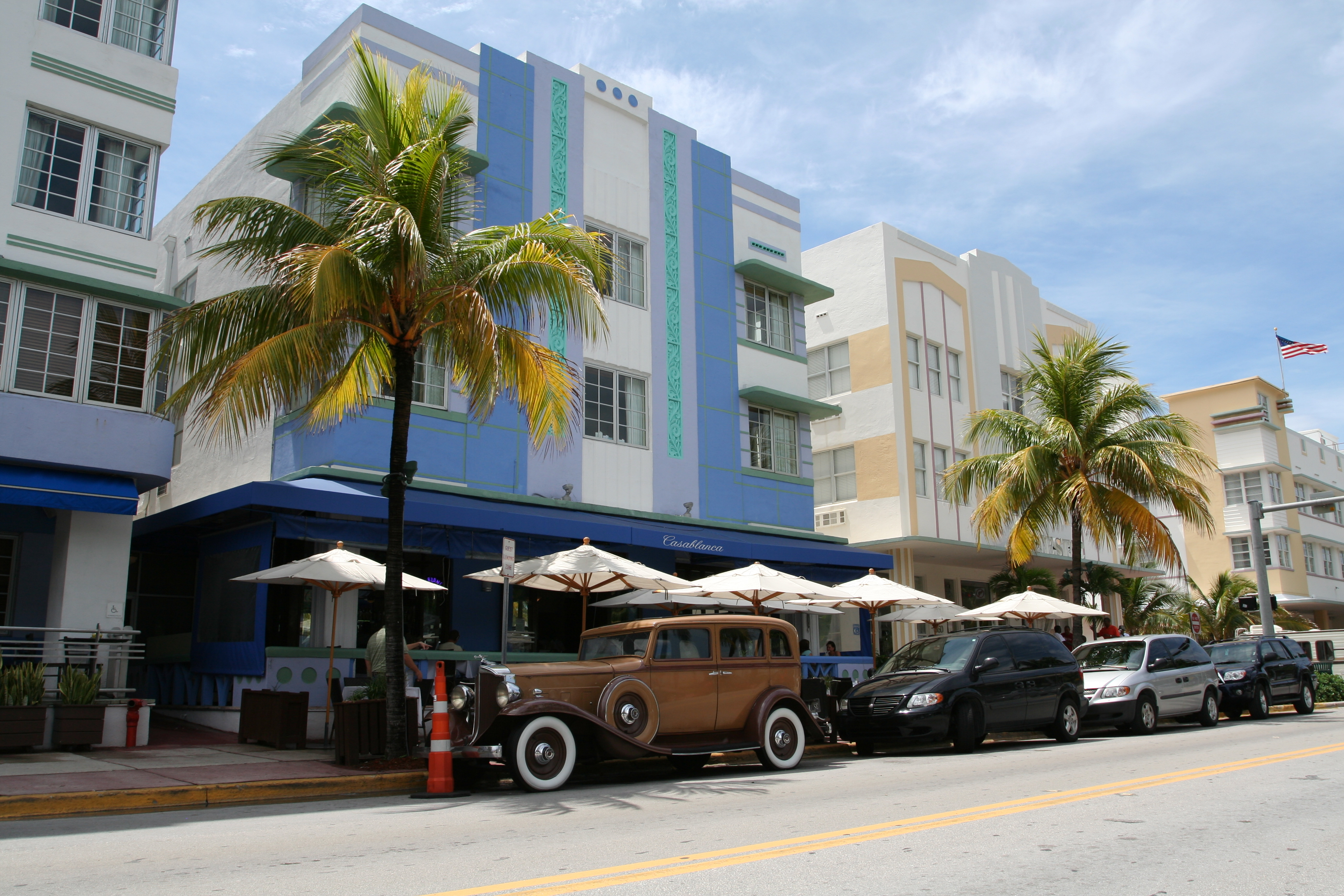
Barri de South Beach.

El costat sud de Miami inclou Coral Way i Coconut Grove. Coral Way és un històric barri residencial construït en els anys 1920 que comunica el centre amb Coral Gables, i que és conegut pels seus carrers plens d'arbres i la seva arquitectura colonial espanyola i Art déco. Coconut Grove és un barri en el qual es localitzen l'Ajuntament de Miami a Dinner Key, el teatre Coconut Grove Playhouse, el centre comercial CocoWalk, i multitud de bars, restaurants, discoteques i botigues bohèmies. És un veïnatge amb molts parcs i jardins com Villa Vizcaya, The Kampong, el Parc estatal històric de Barnacle, i és llar del Centre de Convenció de Coconut Grove, de molts dels col·legis privats més prestigiosos del país i de nombroses cases i urbanitzacions històriques.
En el costat oest de la ciutat es troba la Petita Havana, West Flagler i Flagami, a més de nombrosos barris tradicionals d'immigrants. Encara que antigament va ser un barri majoritàriament jueu, avui dia alberga immigrants d'Amèrica Central i Cuba especialment. A la Petita Havana es troba el conegut parc del Dòmino, on nombrosos residents cubans de mitjana edat es reuneixen per disputar partides de dòmino, i celebren activitats culturals com els divendres Culturals o la desfilada del Carnaval. Mentre que el barri d'Allapattah, al centre de la zona oest, és un mosaic multicultural de diverses nacionalitats procedents d'Amèrica del Sud i Central.
La zona del nord de Miami inclou Midtown, un districte amb una gran mescla de diversitat ètnica amb multitud de caribenys, llatinoamericans, bohemis, artistes i blancs. A aquest districte pertanyen els barris d'Edgewater i Wynwood, que compten especialment amb altes torres residencials. Els residents d'alt poder adquisitiu normalment viuen a la part nord-oest, a Midtown, Miami Design District i Upper Eastside. La zona nord-oest de la ciutat destaca per les comunitats d'afroamericans i immigrants del Carib, com Little Haiti, Overtown i Liberty City.

#### Barris i àrees properes de Miami

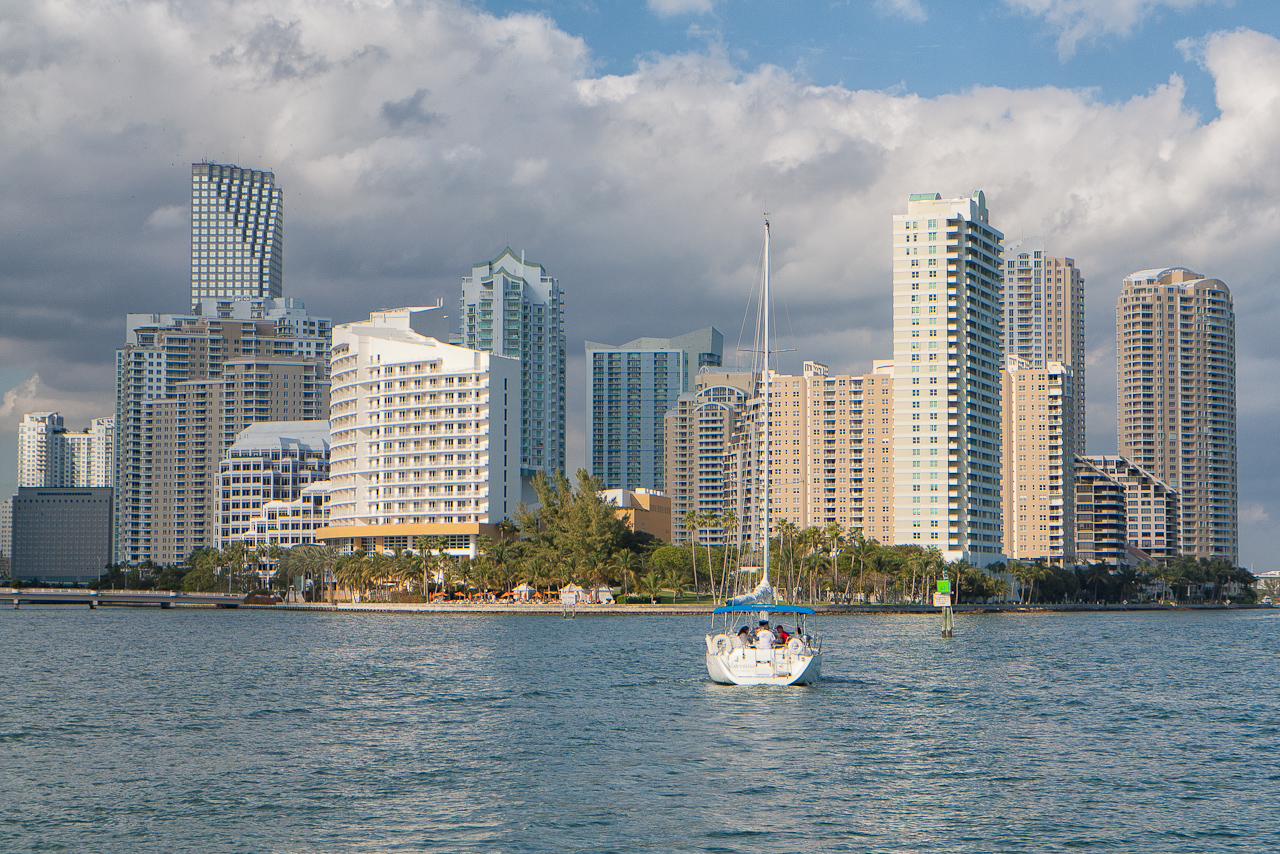
Vista de Miami.

- Miami Springs, Brownsville, West Little River, El Portal, Miami Shores, North Miami, North Miami Beach, Aventura
- North Bay Village, Miami Beach
- Illa Fisher, Cayo Vizcaíno
- Coral Gables, West Miami, Coral Terrace, South Miami, Pinecrest, Badia Palmetto
- Coral Gables, West Miami, Coral Terrace, Kendall, Kendale Vergota
- Coral Gables, Westchester, Fountainbleau, El Portal, Doral
- Miami Springs, Miami Lakes, Hialeah, Brownsville, Gladeview, West Little River

## Economia
Miami és un dels centres financers més importants dels Estats Units. Destaca com a centre de comerç, finances, seus d'empreses i una forta comunitat de negocis internacional. D'acord amb el rànquing de ciutats globals que elabora la Globalization and World Cities Study Group & Network (GaWC) i basat en el nivell de presència d'organitzacions de serveis corporatius globals, Miami és considerada una "Ciutat mundial Gamma".

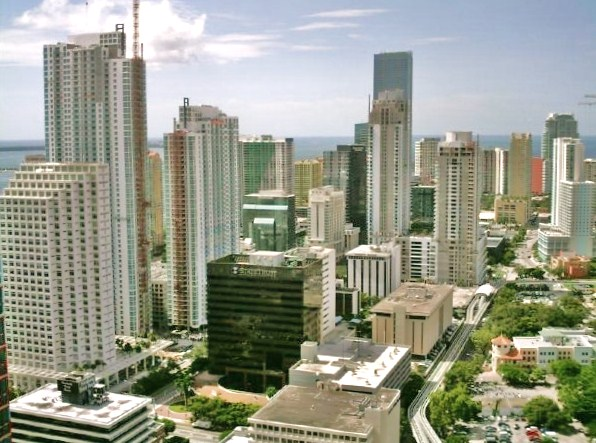
Imatge de la "Manhattanització" del centre de la ciutat.

I és que Miami gaudeix d'una situació geogràfica privilegiada, estant en la cruïlla del Carib, Amèrica Central i Amèrica del Sud. És per això que la ciutat és l'epicentre del comerç internacional entre les diferents Amèriques, i va albergar les negociacions de l'Àrea de Lliure Comerç de les Amèriques celebrada el 2003. La Zona Lliure de Miami és la major zona comercial privada del món, va ser fundada el 1977 i té en cartera uns 200 clients internacionals.
La ciutat alberga oficines centrals i seus de les empreses multinacionals més importants del món a Miami o al voltant de Miami com: Alienware, Arquitectonica, Arrow Air, Bacardi, Benihana, Brightstar Corporation, Burger King, Celebrity Cruises, Carnival Corporation, Carnival Cruise Lines, CompUSA, Crispin Porter + Bogusky, Espírito Santo Financial Group, Fizber.com, Greenberg Traurig, Interval International, Lennar, Norwegian Cruise Lines, Perry Ellis International, RCTV International, Royal Caribbean Cruise Lines, Ryder Systems, Seabourn Cruise Line, Telefónica USA, TeleFutura, Telemundo, Univision, O.S. Century Bank i World Fuel Services. Per la seva proximitat a Llatinoamèrica, Miami serveix com a seu de les operacions llatinoamericanes per més de 1.400 multinacionals com American International Group, American Airlines, Cisco, Disney, Exxon, FedEx, Kraft Foods, Microsoft, Oracle, SBC Communications, Sony i Visa International.
Dos dels enclavaments econòmics fonamentals en el motor econòmic de Miami són l'Aeroport Internacional de Miami i el Port de Miami. Les duanes de la ciutat processen el 40% de les exportacions que els Estats Units realitza a Llatinoamèrica i al Carib. Les destinacions més comunes i principals d'aquestes exportacions són Brasil, Colòmbia, Veneçuela, República Dominicana i l'Argentina. Així mateix, el centre de la ciutat té la major concentració de bancs internacionals del país (més de 100), localitzats exactament a Brickell, el districte financer de Miami. Aquest districte ho conformen sis blocs d'edificis destinats a oficines centrals i seus corporatives.

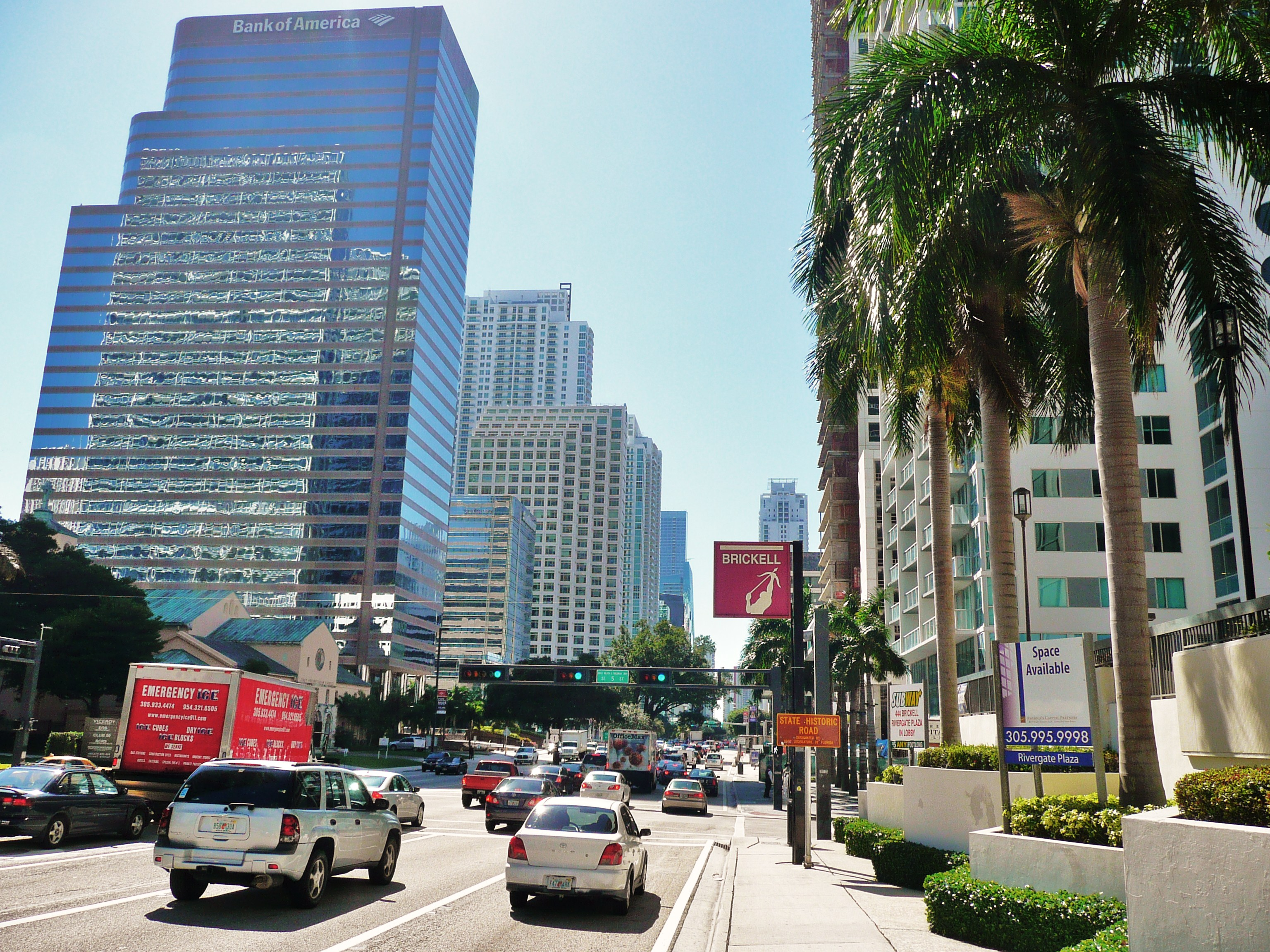
Brickell, el CBD de Miami. En aquesta imatge, a l'esquerra, l'edifici del Bank of America.

Malgrat això, el turisme és la font d'ingressos més important de Miami. Les seves platges, hotels, congressos, festivals i diversos esdeveniments atreuen a una mitjana de més de 12 milions de visitants anualment, deixant a la ciutat uns 17.000 milions de dòlars. El 2003 la ciutat va ser visitada per 10,5 milions de turistes, la qual cosa va significar uns ingressos d'11.000 milions de dòlars. L'històric districte d'Art déco a South Beach és un dels més glamurosos del món a causa de les seves famoses discoteques, platges, edificis històrics i compres. És important assenyalar que Miami Beach és una ciutat a part de la de Miami.
Miami és la seu del Centre Nacional d'Huracans i la seu del Comando Sud dels Estats Units, responsable de les operacions militars a l'Amèrica Central i del Sud. A més d'aquestes funcions, Miami és també un centre industrial, especialment per a l'explotació de pedreres de pedra i emmagatzematge.
D'acord amb el cens nord-americà, el 2004, Miami tenia el tercer major índex d'ingressos familiars per sota de la línia de pobresa federal als Estats Units, per la qual cosa és la tercera ciutat més pobra dels Estats Units, només darrere de Detroit (la primera) i El Paso, Texas (segona). Miami és també una de les poques ciutats on el govern local es va declarar en fallida, el 2001.
El 2005 l'àrea de Miami va ser testimoni del major auge immobiliari des de la dècada de 1920. El Midtown, que va tenir més d'un centenar de projectes de construcció aprovats, és un exemple d'això. A partir de 2007, no obstant això, el mercat de l'habitatge va sofrir una reculada i més de 23.000 apartaments es troben a la venda o tancats. Miami és també un dels llocs menys assequibles per viure, ocupant el dotzè lloc entre les ciutats més cares quant a propietat de l'habitatge.
L'atur a Miami continuava baixant, malgrat que la seva taxa seguia sent més alta que la mitjana nacional (5,4%).

## Govern

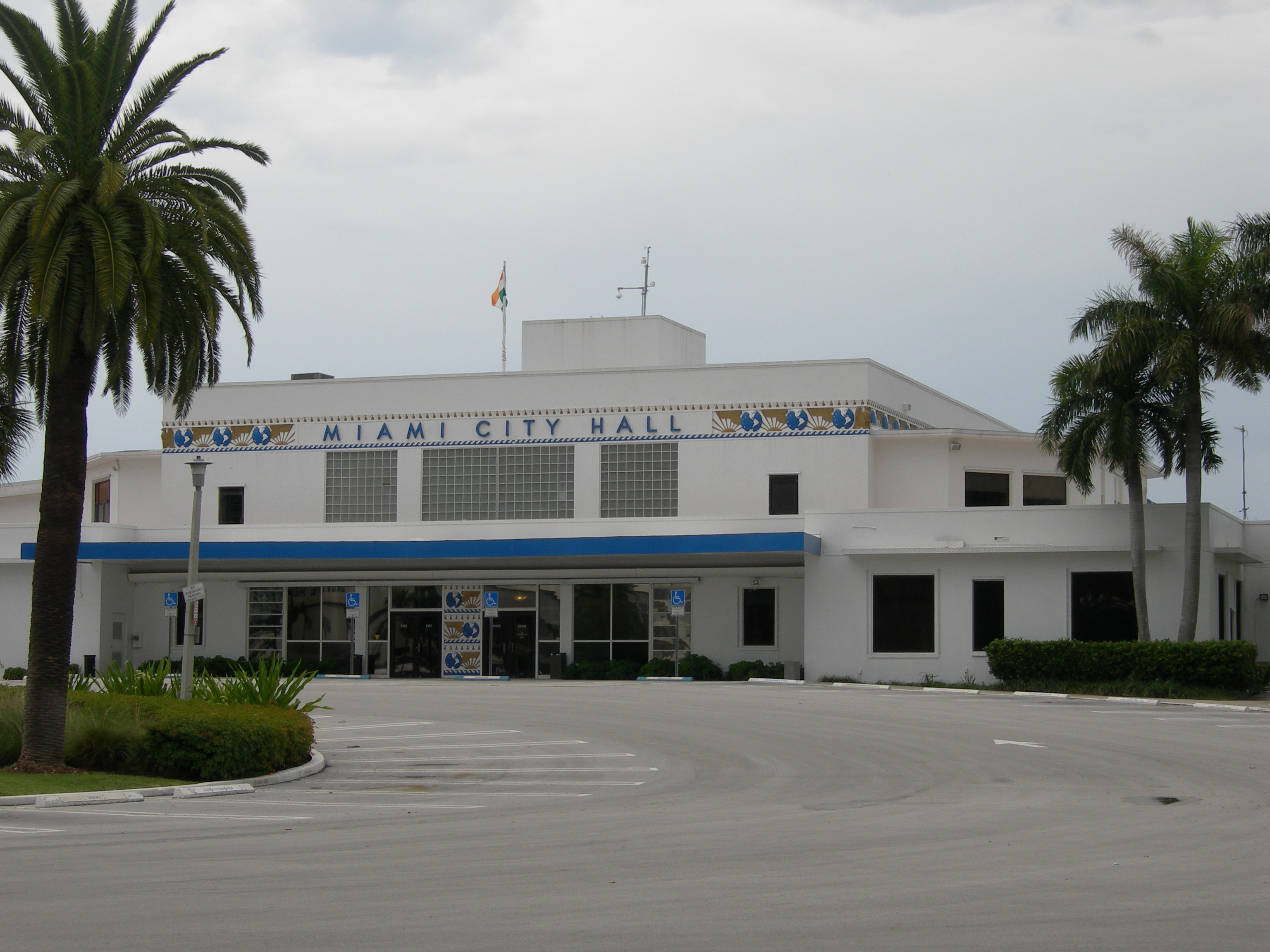
Ajuntament de Miami a Dinner Key.

El govern de la ciutat de Miami utilitza un sistema de comissionat encapçalat per l'alcalde de la ciutat. La comissió ciutadana consisteix en cinc comissaris i són triats d'un únic membre per districte. La comissió de la ciutat constitueix l'òrgan de govern amb facultats per aprovar ordenances, adoptar reglaments i exercir totes les competències atribuïdes a la ciutat en la Carta de poblament. L'alcalde és triat per majoria i designa a un administrador de la ciutat. L'alcalde de la ciutat de Miami és Tomás Regalado i cinc comissaris de la ciutat que supervisen els cinc districtes de Miami. L'Ajuntament de Miami es troba al barri de Coconut Grove, a Dinner Key.
El Departament de Policia de Miami és el departament de policia de la ciutat.

### Consell de la ciutat
- Tomás Regalado – Alcalde de la ciutat de Miami
- Wifredo "Willy" Gort – Comissari de la ciutat de Miami, Districte 1
- Marc Sarnoff – Comissari de la ciutat de Miami, Districte 2
- Frank Carollo – Comissari de la ciutat de Miami, Districte 3
- Francis Suárez – Comissari de la ciutat de Miami, Districte 4
- Richard P. Dunn – Comissari de la ciutat de Miami, Districte 5

## Cultura

### Entreteniments i arts escèniques

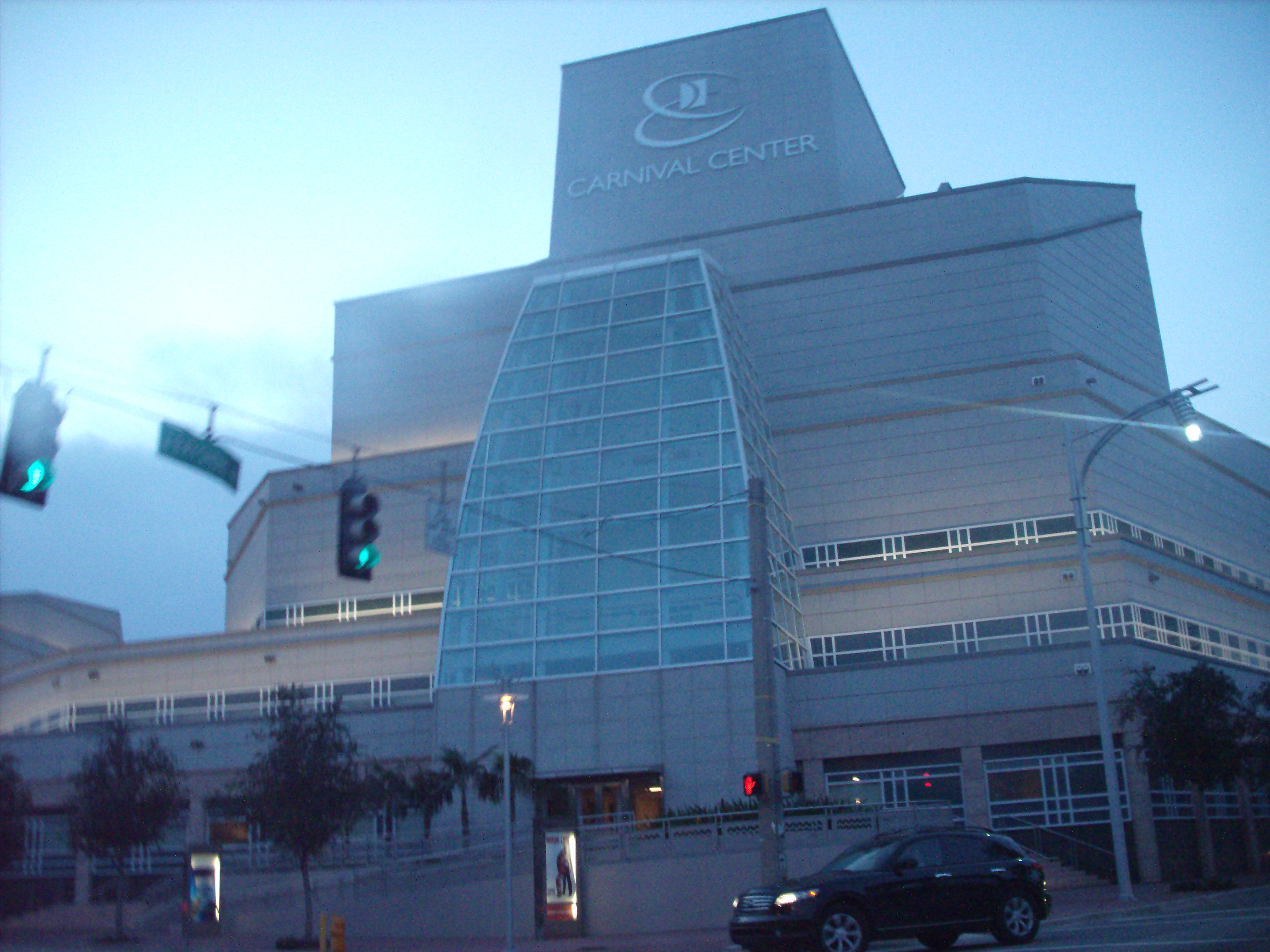
El Knight Concert Hall del Centre d'Adrienne Arsht per a les Arts Escèniques.

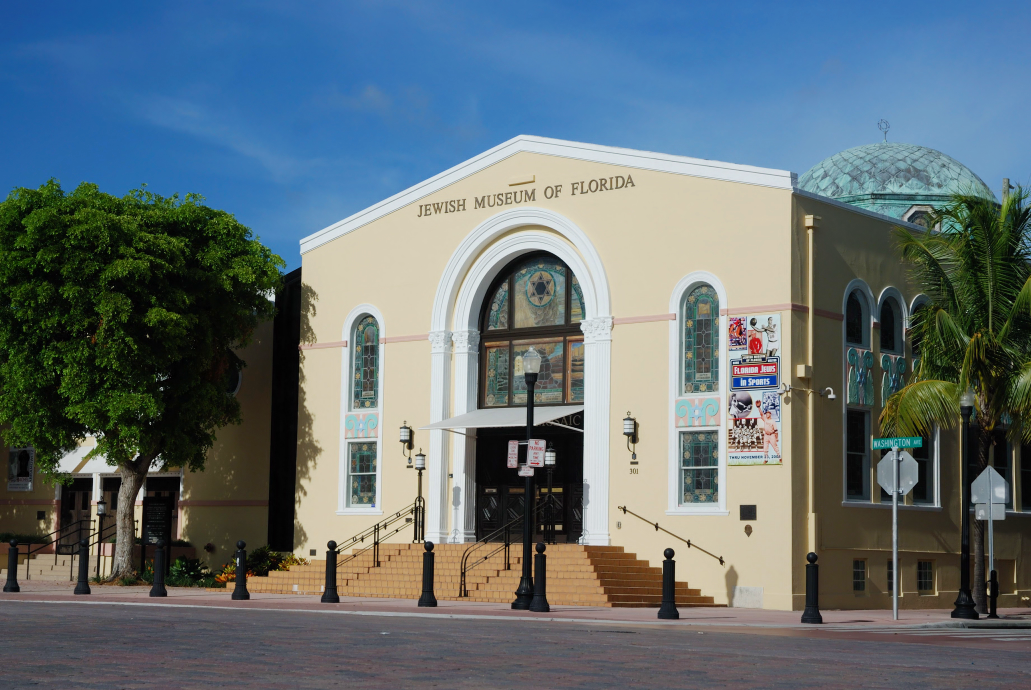
Museu Jueu de Miami.

Miami compta amb importants atraccions culturals com teatres, museus, parcs i centres d'arts escèniques. L'addició més recent és l'Adrianne Arsht Center of the Performing Arts, inaugurat a l'octubre de 2006 amb el nom de Carnival Center, és el segon centre d'arts més gran dels Estats Units després del Lincoln Center de Nova York, i és la seu de la Gran Òpera de Florida. Per la seva banda, la Miami City Ballet, la companyia de dansa de l'estat de Florida, sol representar les seves obres en el Jackie Gleason Theater, entre d'altres. El Knight Concert Hall és la segona sala de l'Arsht Center amb capacitat per 2.200 persones, el centre compta a més amb el teatre Carnival Studio i el Peacock Rehearsal Studio. La seva superfície total de 53.000 metres quadrats atreu espectacles de gran escala, ballets, concerts i musicals de tot el món, i és el centre d'arts escèniques més important de Florida.
Altres punts d'importància quant a les arts escèniques són el Centre Cultural Maurice Gusman, el Coconut Grove Playhouse, el Teatre Colony, el Teatre Lincoln de l'Orquestra Simfònica del Nou Món (New World Symphony) a Miami Beach, el Teatre Miracle, el Teatre Jackie Gleason, el Teatre Manuel Artime, el Teatre Ring, el Centre de les Arts Escèniques Wertheim, el centre de convencions Fair Expo Center i l'Amfiteatre Bayfront Park per a esdeveniments musicals a l'aire lliure. El Teatre a Miami Studio, al Carrer 8, és un espai de teatre independent que presenta muntatges de la seva pròpia companyia i els de creadors cubans a l'exili. El mes de juliol se celebra anualment el Festival de Teatre Llatinoamericà de Miami, un dels més importants del continent entre els dedicats a teatre llatinoamericà. El 2010 s'ha celebrat la seva 25a edició.
La ciutat també ha estat una important seu per al concurs internacional de bellesa Miss Univers, doncs va dur a terme diverses edicions des de 1960 fins a 1971 i 1997.
A Miami també es troben nombrosos museus, la majoria d'ells al centre de la ciutat. Entre ells s'inclouen el Museu Bass, el Museu Frost-FIU, el Museu Històric del Sud de Florida, el Museu Jueu de Florida, el Museu Lowe Art, el Museu d'Art de Miami, el Museu per als nens, el Museu de la Ciència de Miami, el Museu d'Art Contemporani (MoCA), el Museu de Vizcaya i Gardens, el Museu Wolfsonian-FIU i el Centre Cultural de Miami, seu de la Biblioteca Pública de Miami-Dade. Altres populars destinacions culturals a la zona són l'Illa de la Selva, el Miami MetroZoo, el Miami Seaquarium, així com parcs i jardins a la ciutat i voltants, comptabilitzant-se al voltant de vuitanta parcs a Miami. Els parcs més importants són el Bayfront Park i el Parc Bicentenario. També destaquen el Jardí Botànic Tropical de Fairchild, Tropical Park, l'Illa Watson, el Morningside Park i l'illa Key Biscayne.
A més, Miami és una de les ciutats més importants del mercat de la moda, donant lloc a algunes de les principals agències de models del món. Miami també és seu de molts espectacles i esdeveniments relacionats amb el món de la moda, incloses la Miami Fashion Week i la Mercedes-Benz Fashion Week Miami.

### Música popular

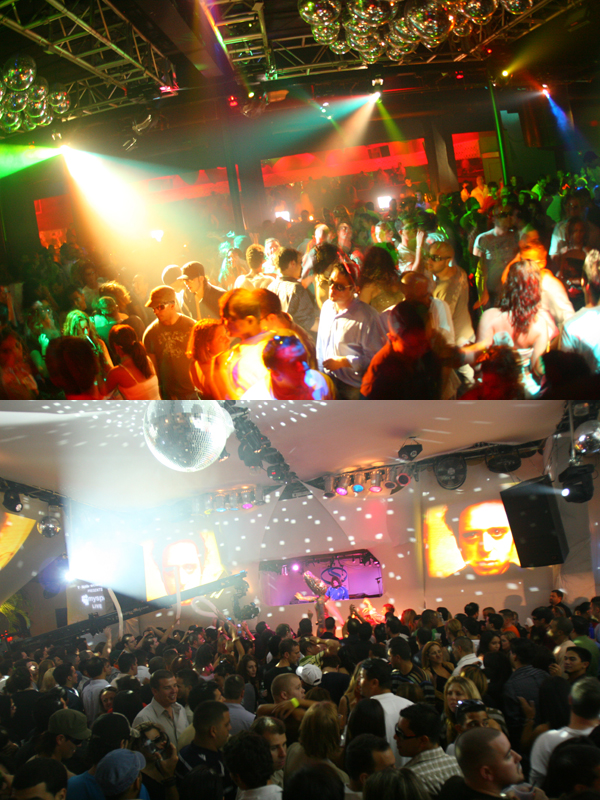
Discoteques al centre de Miami.

La música popular a Miami és variada. Els cubans van portar la conga i la rumba de les seves terres natals i immediatament la van popularitzar als Estats Units. Els de Panamà van portar amb si últimament un nou ritme musical; El Reggaeton. Els dominicans van fer el mateix amb la bachata i el merenga, mentre que els colombians van portar el vallenato i la cumbia colombiana i els del Carib el reggae, el soca, el kompa, el zouk, el calipso i l'steelpan.
A principis dels 70, el so disco de Miami va cobrar vida amb TK Records, incloent-se la música de KC and The Sunshine Band, amb èxits com "Get Down Tonight", "(Shake, Shake, Shake) Shake Your Booty" i "That's the Way (I Like It)", igual que el grup llatinoamericà de disc Foxy amb els seus senzills "Get Off" i "Hot Number". George McCrae i Teri DeSario, tots dos nadius de Miami, eren també artistes musicals d'èxit durant l'era disco dels anys 70. Influenciat per Miami, Gloria Estefan i Miami Sound Machine van aconseguir un gran èxit amb el seu so cubà en els 80 i es van donar a conèixer amb temes com "Conga" i "Bad Boys".
Miami també és considerada com un dels majors exponents del freestyle, un estil de música dance popular en els anys 80 i 90 i fortament influenciat per la música electro, el hip-hop i el disco. Molts artistes de freestyle com Pretty Tony, Debbie Deb, Stevie B i Exposé són originaris de Miami. Artistes d'indie/folk com Cat Power i Iron & Wine tenen base a la ciutat, mentre que l'artista de hip-hop alternatiu Sage Francis, l'artista de música electro Uffie, el duo d'electroclash Avenue D, i Mateo Blanco van néixer a Miami, però musicalment estan formats a altres llocs. També són de la ciutat la banda de punk Against All autority i les bandes de rock/metal Nonpoint i Marilyn Manson (aquestes de Fort Lauderdale). Ana Cristina (el 1985), cantant cubana-nord-americana de pop, es va convertir en la primera persona llatinoamericana a cantar l'himne nacional dels Estats Units en una assumpció presidencial.
Miami és també seu de la música electrònica, i acull anualment dos dels esdeveniments més importants del món: Winter Music Conference i Ultra Music Festival. Juntament amb Miami Beach, Miami compta amb discoteques famoses com Parkwest, Ink, Cameo, Wall, Story, Trade, Club Space, Mansion, Liv i Treehouse, aquestes últimes quatre són catalogades com dels millors 100 clubs del món, segons Djmag.com. Els clubs de miami són visitats setmanalment per famosos dj's, un mateix cap de setmana pots tenir a Tiesto, Calvin Harris, Carl Coix o Armin Van Buuren.
Miami és coneguda per ser part del clubland (destinacions vacacionals amb varietat de discoteques i bars i una accentuada vida nocturna) juntament amb Eivissa, Mikonos i Ayia Napa.
Quant a l'escena del rap i del hip-hop, la ciutat compta amb artistes com DJ Khaled, Rick Ross, Trick Daddy, Ace Hood, Flo Rida i Trina.

### Mitjans de comunicació

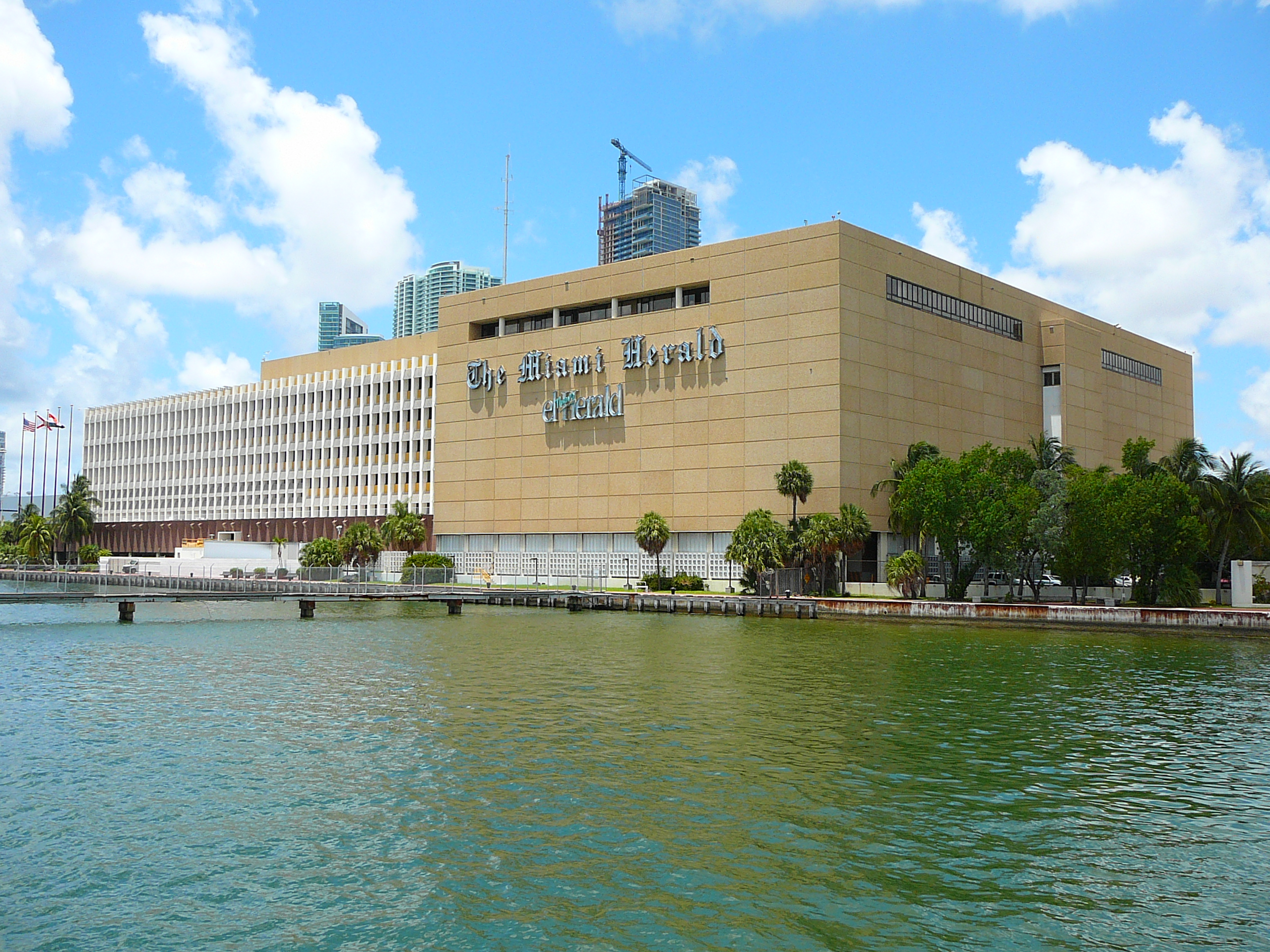
Seu del diari The Miami Herald.

Són molts els periòdics que s'editen a Miami, entre els quals destaquen The Miami Herald, el principal periòdic de llengua anglesa, i El Nuevo Herald, en llengua espanyola. Altres periòdics importants són Miami Today, Miami New Times, Miami Sun Post, South Florida Business Journal, South Florida Sun-Sentinel, Miami Times i Biscayne Boulevard Times. El Sentinel i Diario Las Americas són dos periòdics addicionals en llengua espanyola. The Miami Herald és el periòdic de Miami més important, amb més d'un milió de lectors, i té la seu al centre la ciutat, a Herald Plaza. També existeixen periòdics d'estudiants de les universitats locals, com The Beacon de la Universitat Internacional de Florida, The Miami Hurricane de la Universitat de Miami, The Metropolis del Col·legi Miami-Dade, i The Buccaneer de la Universitat de Barry. Molts barris, veïnatges i àrees adjacents també posseeixen els seus propis periòdics locals com el Coral Gables Tribune, Biscayne Bay Tribune i Palmetto Bay News. Així mateix, també es distribueixen revistes a través de tota la zona de Miami, entre les quals destaquen Miami Monthly, Ocean Drive i South Florida Business Leader.
Miami és també l'oficina central i la ciutat de producció principal de moltes de les principals cadenes televisives mundials, com Telemundo, TeleFutura, Mega TV, Univision, Venevisión International i Sunbeam Television.
Miami és el dotzè mercat de ràdio més gran dels Estats Units i el dissetè mercat de televisió. Entre els canals televisius més destacats de Miami s'inclouen: WAMI (TeleFutura), WBFS (MyNetwork TV), WSFL (The CW Network), WFOR (CBS), WHFT (TBN), WLTV (Univision), WPLG (ABC), WPXM (IÓ Television), WSCV (Telemundo), WSVN (FOX), WTVJ (NBC), WPBT (PBS) i WLRN (també PBS).

### Esports

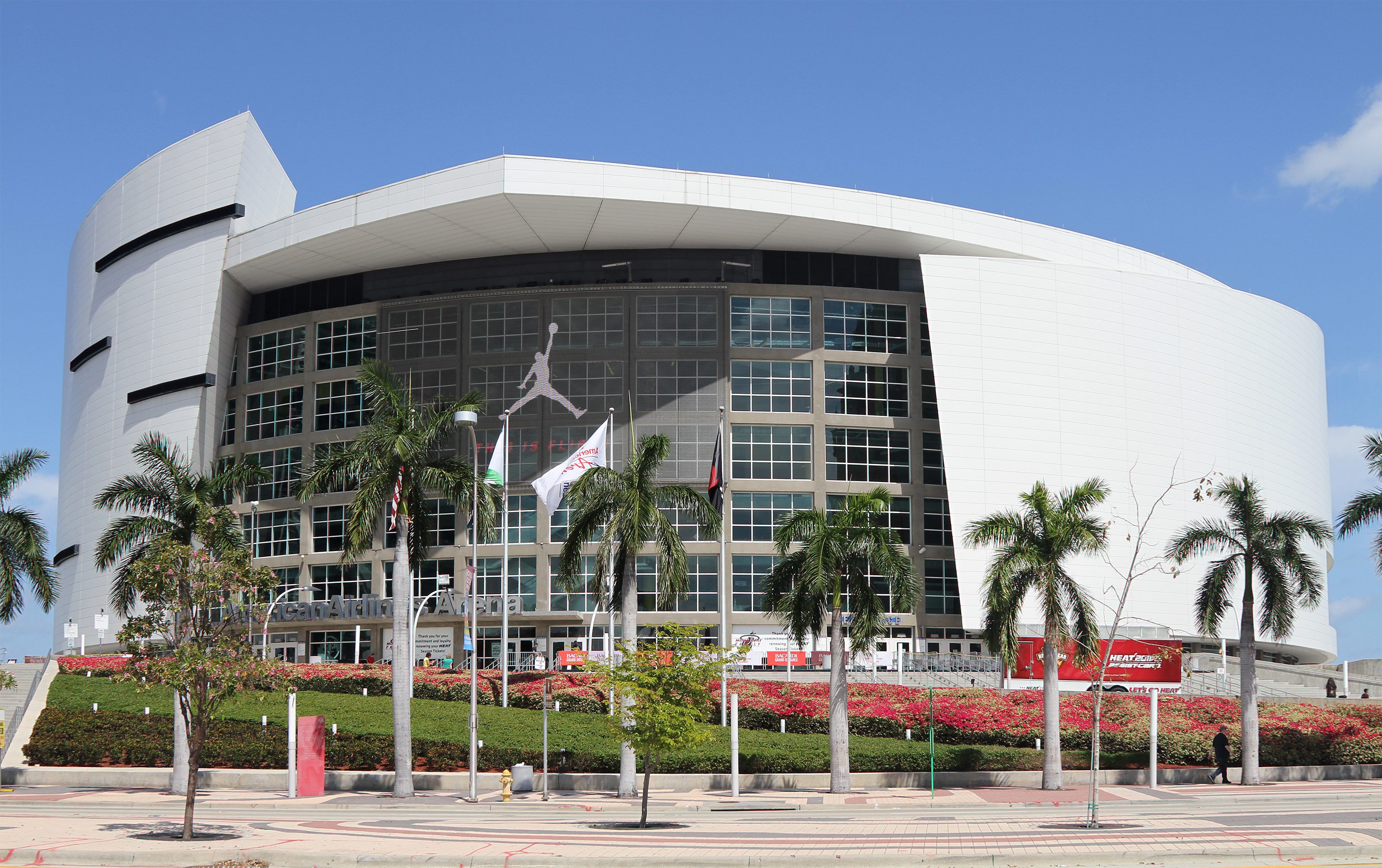
American Airlines Arena.

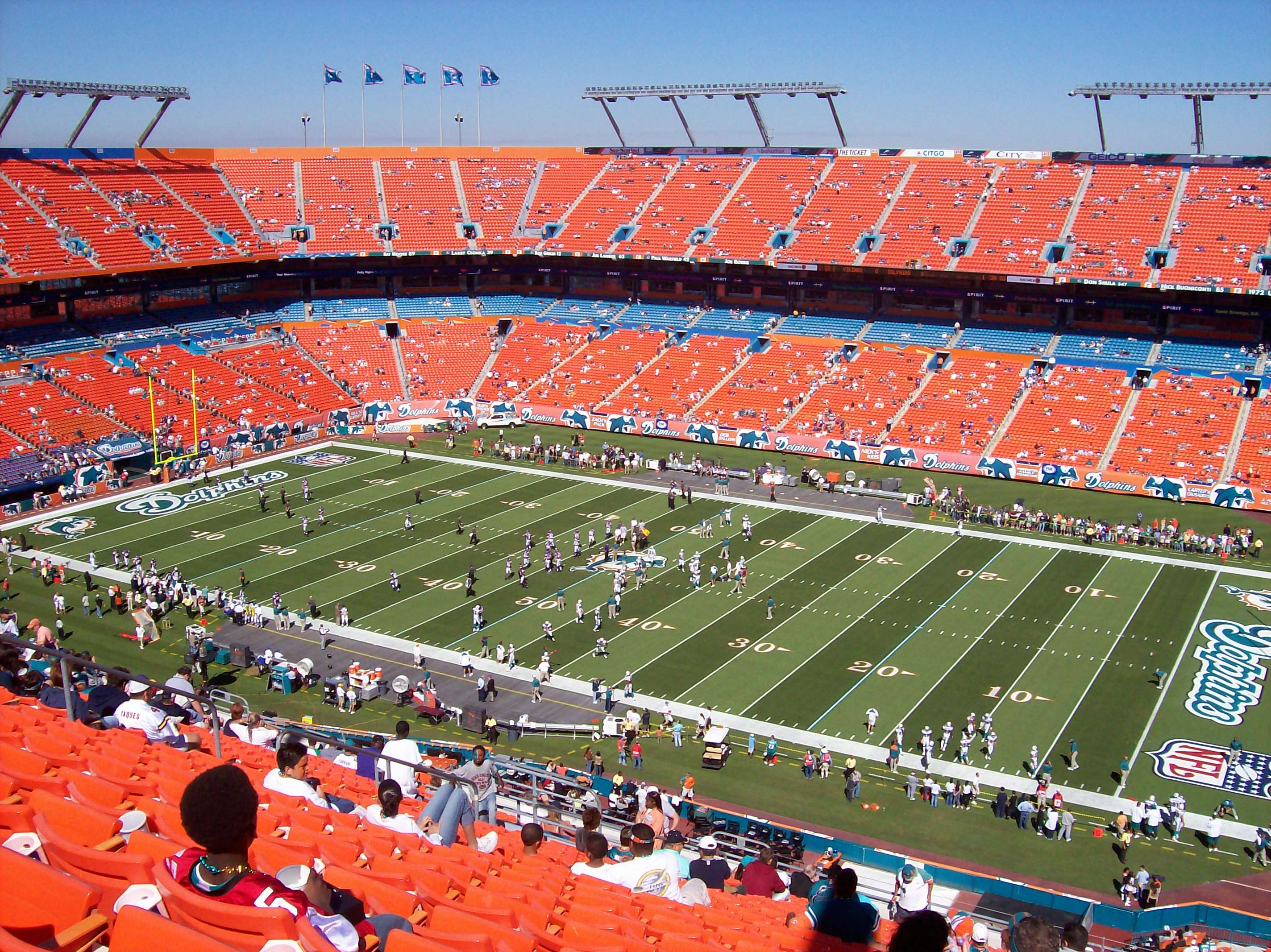
Sun Life Stadium.

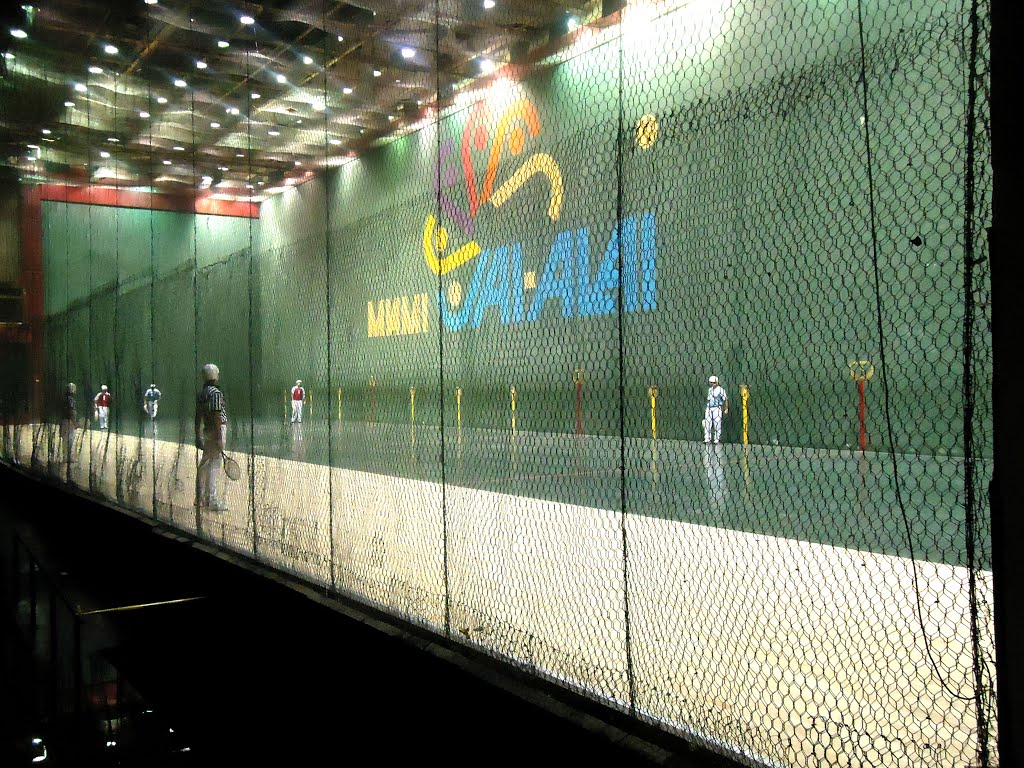
Miami Jai Alai fronton, construït el 1926 i conegut com "The Yankee Stadium of Jai Alai".

Miami compta amb quatre equips de les grans lligues nord-americanes: Miami Dolphins de l'NFL, Miami Heat de l'NBA, Florida Marlins de l'MLB i Florida Panthers de l'NHL. A més, a Miami existeixen altres equips i esdeveniments esportius com el club de futbol Miami FC, el Masters de Miami de tennis, nombroses carreres de llebrers, ports esportius, camps de golf i jai alai o cistella-punta, esport de gran tradició a Florida des de començaments del segle xx.
Miami Heat és l'únic equip de les grans lligues esportives que juga dins dels límits de la ciutat, a l'American Airlines Arena. Els Heat van guanyar el campionat de l'NBA el 2006 per 4-2 davant dels Dallas Mavericks. Els Miami Dolphins i els Florida Marlins juguen els seus partits en el Sun Life Stadium.
L'Orange Bowl, un dels bols de futbol americà universitari més prestigiosos, es disputa en el Sun Life Stadium. Miami també ha estat seu de la Super Bowl en nou ocasions, quatre d'elles en el Sun Life Stadium i cinc en el Miami Orange Bowl, empatant amb Nova Orleans com a ciutat que més vegades ha acollit la final.
El Miami FC, l'únic equip professional de futbol de Miami, participa en la North American Soccer League des de l'any 2010, i juga els seus partits en el Lockhart Stadium. L'equip va fitxar al brasiler Romário, que va brillar en el FC Barcelona en l'dècada de 1990, al març de 2006 per un any. Florida Panthers, equip d'hoquei sobre gel de l'NHL, disputa els seus partits en el BB&T Center, situat a la ciutat de Sunrise, en el comtat de Broward.
A Miami també existeixen diversos equips universitaris de reconegut prestigi. Els Golden Panthers de la Universitat Internacional de Florida, l'equip de la qual de futbol americà juga al FIU Stadium, i els Hurricanes de la Universitat de Miami són els més importants.
Un gran nombre d'equips ja desapareguts localitzats a Miami inclouen els Miami Floridians (ABA), Miami Matadorrs (ECHL, hoquei), Miami Manatees (WHA2, hoquei), Miami Gatos (NASL, futbol), Miami Screaming Eagles (WHA, hoquei), Miami Seahawks (AAFC, futbol americà), Miami Sol (WNBA, bàsquet femení), Miami Toros (NASL, futbol), Miami Tropics (SFL, futbol americà), Miami Fusion (MLS, futbol) i Miami Hooters (Arena Football League).
Homestead és un oval que es va usar en l'antiga Champ Car i actualment en la IndyCar Sèries. També va existir un Gran Premi de Miami, una carrera d'automobilisme que es disputava en circuits de carrer dins de la ciutat.
| Equip            | Esport           | Lliga                                  | Estadi                  | Campionats de lliga |
| ---------------- | ---------------- | -------------------------------------- | ----------------------- | --- |
| Miami Dolphins   | Futbol americà   | National Football League               | Sun Life Stadium        | Super Bowl (2) - VII 1972 - davant Washington Redskins, 14-7 - VIII 1973 - davant Minnesota Vikings, 24-7                                                        |
| Florida Panthers | Hoquei sobre gel | NHL                                    | BankAtlantic Center     | Cap |
| Miami Heat       | Bàsquet          | NBA                                    | American Airlines Arena | Finals de l'NBA (3) - 2006 - davant Dallas Mavericks, sèries 4-2 - 2012 - davant Oklahoma City Thunder, sèries 4-1 - 2013 - davant San Antonio Spurs, sèries 4-3 |
| Florida Marlins  | Beisbol          | Major League Baseball; National League | Marlins Park            | Sèries Mundials (2) - 1997 - davant Cleveland Indians, sèries 4-3 - 2003 - davant New York Yankees, sèries 4-2                                                   |
| Miami Fusion     | Futbol           | Major League Soccer                    |                         | Cap |
| Miami FC         | Futbol           | North American Soccer League           |                         | Cap |
| Miami Tropics    | Bàsquet          | American Basketball Association        | Miami Arena             | Cap |

## Persones il·lustres
- Jason Derülo, cantant.
- Pitbull (cantant)